# Alexandria
Alexandria oder Alexandrien (altgriechisch Ἀλεξάνδρεια Alexándreia, nach Alexander dem Großen; arabisch الإسكندرية al-Iskandariyya; koptisch: Ⲣⲁⲕⲟϯ Rakoti bzw. ⲁⲗⲉⲝⲁⲛⲇⲣⲓⲁ Aleksandria) ist mit über fünf Millionen Einwohnern (Stand 2023) und einer Ausdehnung von 32 Kilometern entlang der Mittelmeerküste nach Kairo die zweitgrößte Stadt Ägyptens und die insgesamt größte ägyptische Stadt mit direktem Zugang zum Mittelmeer. Sie besitzt den größten Seehafen des Landes, an dem etwa 80 % des ägyptischen Außenhandels abgewickelt werden. Als bedeutender Industriestandort wird sie über Pipelines mit Erdöl und Erdgas aus Suez versorgt.
Alexandria wurde 331 v. Chr. vom Makedonen Alexander dem Großen an der Stelle der altägyptischen Siedlung Rhakotis gegründet und unter Ptolemaios II. zwischen 285 und 247 v. Chr. fertiggestellt. Die Stadt, Residenz der Ptolemäer, entwickelte sich rasch zu einem der wichtigsten Zentren der hellenistischen Welt sowie später des römischen und frühbyzantinischen Ägypten. Sie war nach dem Ende der Ptolemäer Hauptstadt der römischen Provinz Aegyptus, in der Spätantike dann der Dioecesis Aegypti. Das antike Alexandria war vor allem für seinen Leuchtturm (Pharos), eines der sieben Weltwunder der Antike, und für seine Große Bibliothek bekannt. Bereits in der Antike war die Stadt eine Großstadt mit über 500.000 Einwohnern.
Nach der Islamischen Eroberung Ägyptens 641 n. Chr. und mit der Gründung von Kairo verlor die Stadt ihre Bedeutung. Große Bereiche wurden überdies im 8. oder 9. Jahrhundert nach einem schweren Erdbeben dauerhaft überflutet. Anfang des 19. Jahrhunderts zu einem vom Hinterland abgeschnittenen Fischerdorf herabgesunken, gelang Alexandria dank dem Bau des Mahmudiyakanals und dem Aufblühen des lukrativen ägyptischen Baumwollhandels der Wieder-Aufstieg zu einem wichtigen internationalen Handelszentrum.
Im Hafen von Alexandria finden seit 1994 unterwasserarchäologische Untersuchungen statt, durch die neue Erkenntnisse zur Vorgängersiedlung Rhakotis und zur ptolemäischen Epoche gewonnen werden konnten.

## Geografie
Alexandria liegt am westlichen Rand des Nildeltas knapp über dem Meeresspiegel auf einem schmalen Landstreifen entlang der hier von Südwesten nach Nordosten verlaufenden Küste des Mittelmeeres. Hinter dem Landstreifen erstreckt sich der lagunenartige Brackwassersee Mariut, dessen Fläche in den letzten 200 Jahren immer kleiner geworden ist. Ganz durch Landgewinnung in bewässertes Ackerland verwandelt wurde die Fläche der ehemaligen Fähre von Abukir (المعدية أبو قير – al-Maʿdīyat/al-Muʿaddiyat Abū Qīr), die sich zwischen dem Mariut-See, der Bucht von Abukir und dem Idku-See (بحيرة إدكو – Buhayra Idkū) befindet. Aus dem Nildelta schlängelt sich der unter den Ptolemäern angelegte Kanal von Alexandria ( خليج الإسكندرية – Chalīg al-Iskandariyya) zwischen den Seen hindurch bis nach Alexandria. Er dient der Süßwasserversorgung und der Binnenschifffahrt. Zwischen 1807 und 1820 wurde der Kanal wiederum erneuert und dabei der Abgang aus dem Nil um 20 Kilometer flussabwärts verlegt sowie bei Alexandria eine neue Verbindung zum Mittelmeer angelegt. Seitdem heißt er Mahmudiyakanal (قَنَال المحمودية – Qanāl al-Maḥmūdiyya).
Die Altstadt al-Medina (المدينة) liegt auf der Landzunge, die sich entlang des um 300 v. Chr. gebauten Damms zur Insel Pharos gebildet hat, und damit nördlich der antiken Stadt. Nach Süden war diese Landzunge durch eine Festungsmauer gesichert. Südlich der Altstadt und der Hafenbecken, also auf dem Gelände des antiken Alexandria auf dem küstenparallelen Landstreifen, gab und gibt es eine (um 1800) von der Fläche her annähernd doppelt so große Vorstadt, die von weiteren Stadtmauern geschützt wurde. Heute hat sich aus dieser Vorstadt ein Siedlungsband von über 15 Kilometer Länge gebildet.
Die Stadt liegt im gleichnamigen Gouvernement und bildet ein Verwaltungsgebiet von 2679 km². Die Stadt Rosette (Raschīd) liegt 65 Kilometer östlich, der Suezkanal 240 Kilometer. Die Entfernung nach Kairo beträgt 225 Kilometer.

## Klima
An der Küste um Alexandria befindet sich ein schmaler steppenhafter Landstreifen zwischen mediterranem Klima und Wüstenklima. Die Temperatur schwankt im Januar von 9 bis 19 °C und im Juli von 22 bis 31 °C. Diese Schwankungen sind aufgrund der Nähe zum Meer moderat. 190 mm Niederschlag fallen an wenigen Tagen zwischen Oktober und April.
Die Luftfeuchtigkeit liegt bei 60 bis 70 Prozent. Vom Mittelmeer her kommend, wehen zumeist nördliche, gemäßigte, manchmal aber auch sehr heftige Winde. Im Frühjahr kann auch ein heißer, trockener Wüstenwind wehen, der Chamsin, der aus dem Süden dichte, gelbe Wolken aus Sand und Staub mitbringt.
|                       | Jan  | Feb  | Mär  | Apr  | Mai  | Jun  | Jul  | Aug  | Sep  | Okt  | Nov  | Dez  |   |      |
| Mittl. Tagesmax. (°C) | 18,8 | 19,6 | 21,4 | 24,1 | 26,7 | 29,2 | 30,0 | 30,7 | 29,7 | 27,9 | 24,7 | 20,5 | ⌀ | 25,3 |
| Mittl. Tagesmin. (°C) | 9,6  | 9,9  | 11,8 | 14,0 | 16,9 | 20,9 | 22,9 | 23,3 | 21,7 | 18,6 | 15,5 | 11,5 | ⌀ | 16,4 |
|                       |      |      |      |      |      |      |      |      |      |      |      |      |   |      |
| Niederschlag (mm)     | 50   | 24   | 14   | 3    | 1    | 0    | 0    | 0    | 0    | 10   | 37   | 56   | Σ | 195  |
|                       |      |      |      |      |      |      |      |      |      |      |      |      |   |      |
| Sonnenstunden (h/d)   | 6,7  | 7,8  | 8,8  | 10,1 | 10,8 | 11,8 | 12,0 | 11,8 | 10,7 | 9,6  | 8,2  | 6,6  | ⌀ | 9,6  |
|                       |      |      |      |      |      |      |      |      |      |      |      |      |   |      |
| Regentage (d)         | 8    | 5    | 3    | 1    | 0    | 0    | 0    | 0    | 0    | 2    | 4    | 8    | Σ | 31   |
|                       |      |      |      |      |      |      |      |      |      |      |      |      |   |      |
| Wassertemperatur (°C) | 17   | 16   | 16   | 18   | 20   | 23   | 25   | 26   | 26   | 24   | 22   | 19   | ⌀ | 21   |
|                       |      |      |      |      |      |      |      |      |      |      |      |      |   |      |
| Luftfeuchtigkeit (%)  | 70   | 69   | 67   | 67   | 68   | 70   | 73   | 73   | 68   | 70   | 72   | 72   | ⌀ | 69,9 |

| 9,6 |

| 9,9 |

| 11,8 |

| 14,0 |

| 16,9 |

| 20,9 |

| 22,9 |

| 23,3 |

| 21,7 |

| 18,6 |

| 15,5 |

| 11,5 |

| 9,6 |

| 9,9 |

| 11,8 |

| 14,0 |

| 16,9 |

| 20,9 |

| 22,9 |

| 23,3 |

| 21,7 |

| 18,6 |

| 15,5 |

| 11,5 |

## Bevölkerung
Mit 5,36 Millionen Einwohnern (2023) in der eigentlichen Stadt ist Alexandria heute nach Kairo die zweitgrößte Stadt Nordafrikas, die Agglomeration der zweitgrößte Ballungsraum in Nordafrika und neuntgrößte in ganz Afrika. Für 2050 wird mit einer Bevölkerung von über 8,7 Millionen Menschen in der Agglomeration gerechnet.
| Jahr              | Einwohner (Stadt) |
| ----------------- | ----------------- |
| 1976 (Zensus)     | 2.318.655         |
| 1986 (Zensus)     | 2.917.327         |
| 1996 (Zensus)     | 3.328.196         |
| 2006 (Zensus)     | 4.110.015         |
| 2008 (Berechnung) | 4.247.414         |
| 2009 (Berechnung) | 4.317.398         |
| 2017 (Berechnung) | 5.039.975         |
| 2023 (Berechnung) | 5.360.000         |
|                   |                   |

## Geschichte

### Hellenistische Zeit

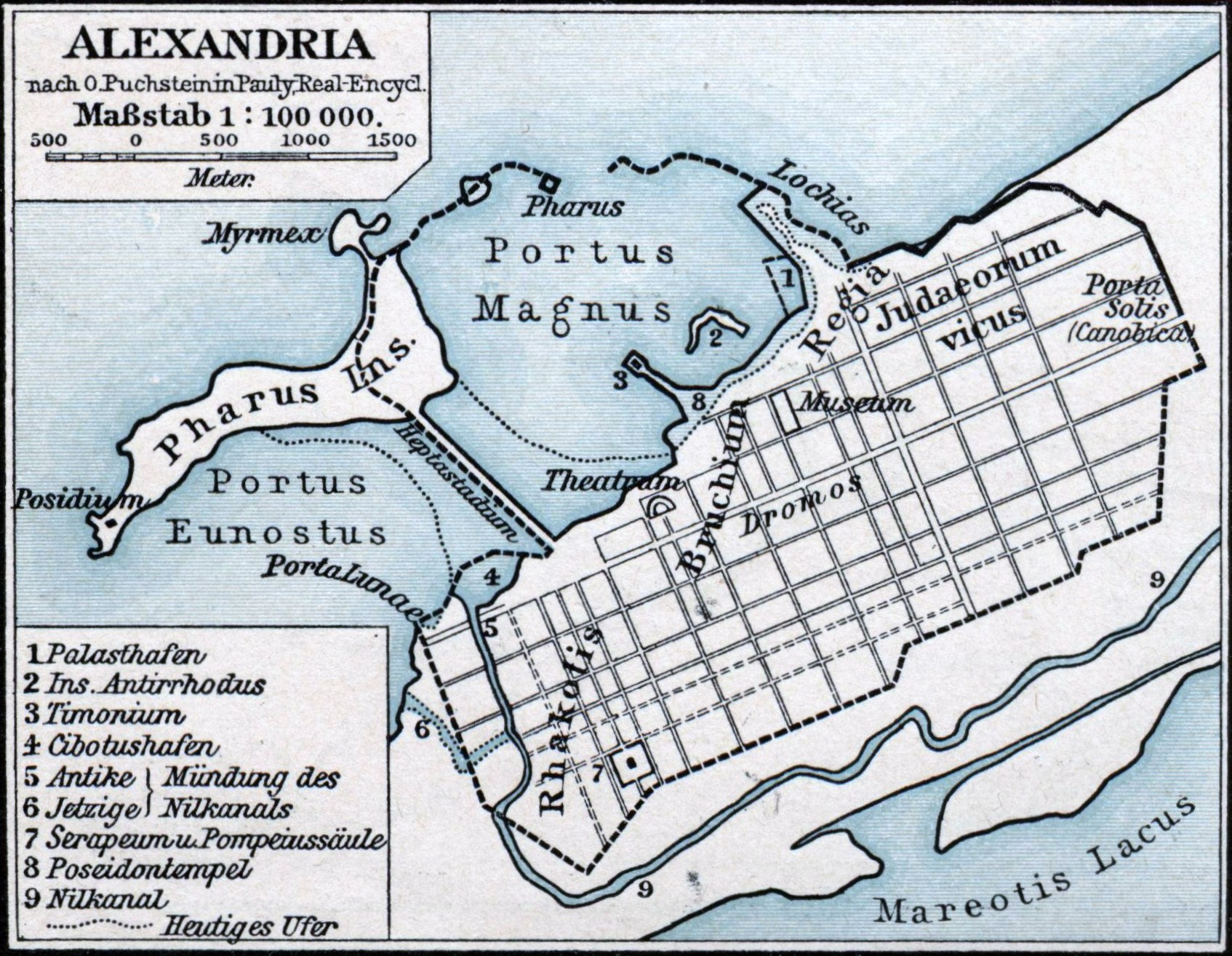
Alexandria in römischer Zeit

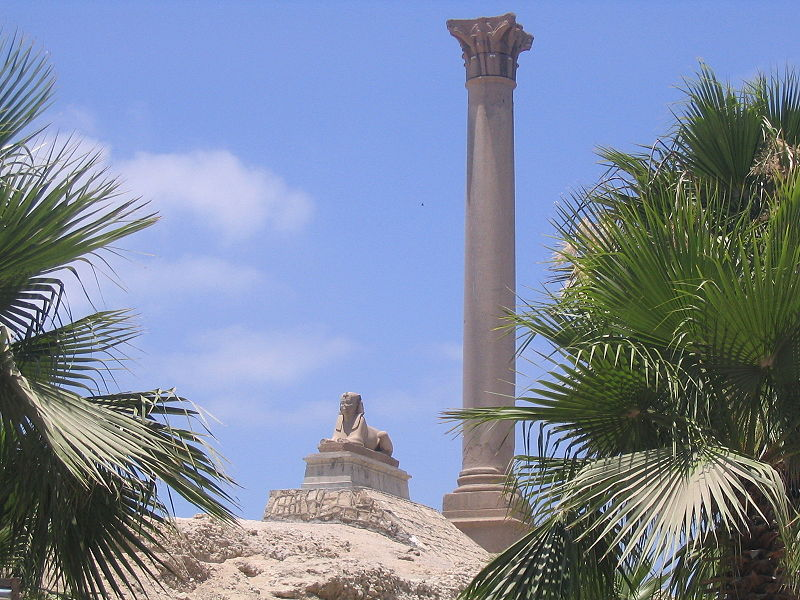
Pompeiussäule

Die erste Besiedlung des heutigen Stadtgebiets fand wahrscheinlich zwischen 2700 und 2200 v. Chr. statt. 331 v. Chr. gründete der Feldherr und Makedonenkönig Alexander der Große Alexandria an der Stelle der ägyptischen Siedlung Rachotis (Raqote), wobei er selbst die Lage des Marktplatzes und der Hauptverkehrsachsen festlegte. Wahrscheinlich besaß die vorherige kleine Stadt aus vorptolemäischer Zeit schon Hafenanlagen im Norden und Westen der Insel Pharos. Traditionell galt als Gründungsdatum der 25. Tybi (erster Peretmonat), der 7. April jul. / 2. April  greg. 331 v. Chr.
Alexandria entstand nach Plänen des griechischen Architekten Deinokrates. Im Jahr 331 v. Chr. verließ Alexander die Stadt, zog mit seinem Heer nach Osten und sollte bis zu seinem Tod nicht mehr zurückkehren. Der Grieche Kleomenes von Naukratis übernahm kurzzeitig die Regierung und überwachte den Bau der Stadt. Ptolemaios I. (305–283 v. Chr.) ließ den Leichnam Alexanders nach Alexandria überführen und bestattete ihn in einem goldenen Sarg. Das Grab lag wahrscheinlich in dem königlichen Mausoleum der Stadt, das auf dem Gelände der heutigen Nebi-Daniel-Moschee vermutet wird. Erst unter Ptolemaios II., also zwischen 285 und 246 v. Chr., wurde Alexandria im geplanten Umfang fertiggestellt, doch schon zwischen 320 und 311 wurde es die Residenzstadt der ptolemäischen Könige und behielt diese Funktion bis zum Ende des Ptolemäerreichs.
Die Polis Alexandria galt formal nicht als Teil Ägyptens, sondern wurde jahrhundertelang stets als „Alexandria bei Ägypten“ bezeichnet; erst in römischer Zeit änderte sich dies. In der Blütezeit von 300 v. Chr. bis 400 n. Chr. war Alexandria ein wirtschaftliches, geistiges und politisches Zentrum des östlichen Mittelmeerraumes, auch unter römischer Herrschaft. Berühmte Bauwerke wie der Leuchtturm von Pharos (Bauzeit ca. 299–279 v. Chr.), das Museion mit der großen (alexandrinischen) Bibliothek und zahlreiche Theater, Palastbauten und Tempel machten die Stadt im ganzen antiken Mittelmeerraum bekannt. Ein gleichzeitig mit der Stadt angelegter Kanal führte Süßwasser aus dem westlichsten Mündungsarm des Nils heran und speiste ein umfangreiches System von Zisternen. In guten Zeiten, d. h. wenn der Kanal funktionierte, unterschied sich die Funktion dieser Zisternen von der sonst üblichen; dienen Zisternen normalerweise als Sammelbehälter für Regenwasser, so dienten die Zisternen Alexandrias als Absetzbecken zur Klärung des natürlicherweise trüben Nilwassers.
Diodor berichtet von 300.000 freien Einwohnern in späthellenistischer Zeit, wobei die Bevölkerung aus ganz unterschiedlichen ethnischen Gruppen bestand. Hinzu kamen zahlreiche Fremde. In der römischen Kaiserzeit war Alexandria nach Rom zeitweise die zweitgrößte Stadt des Imperiums. Die Bevölkerungszahl wird in seriösen Untersuchungen auf gut eine halbe Million Einwohner in der Spätantike geschätzt, einschließlich der Sklaven. Einige Schätzungen gehen sogar von einer Gesamtbevölkerung von 600.000 bis 750.000 Einwohnern aus. Die Stadtbefestigung wurde mehrmals erweitert, in der größten Ausdehnung grenzte die südliche Stadtgrenze an den Mareotis-See. Das antike Alexandria bestand aus mehreren Stadtteilen für bestimmte Bevölkerungsgruppen. Neben dem Wohnbezirk der Ägypter, Rhakotis genannt, und der griechischen Neapolis gab es auch ein Viertel der Juden. In Alexandria entstand seit dem 3. vorchristlichen Jahrhundert der größte Teil der als Septuaginta bekannten Übersetzung der Heiligen Schriften der Israeliten ins Griechische.

### Römische Herrschaft
Im Jahre 30 v. Chr. wurde die Stadt von Octavian eingenommen, der sich in einem Bürgerkrieg im Römischen Reich durchgesetzt hatte und die Stadt – wie ganz Ägypten – dem Imperium Romanum einverleibte. Octavian verzichtete auf eine Plünderung der Stadt, ließ dafür aber zwei Drittel des Besitzes der Einwohner konfiszieren. Ägypten wurde kaiserliche Provinz und einem praefectus Aegypti unterstellt; Senatoren durften Alexandria fortan nur ausnahmsweise betreten. Daher blieb auch der städtischen Oberschicht der Aufstieg in den römischen Senat bis in die Zeit Caracallas verwehrt. Aber auch ein eigener Stadtrat wurde Alexandria verweigert.

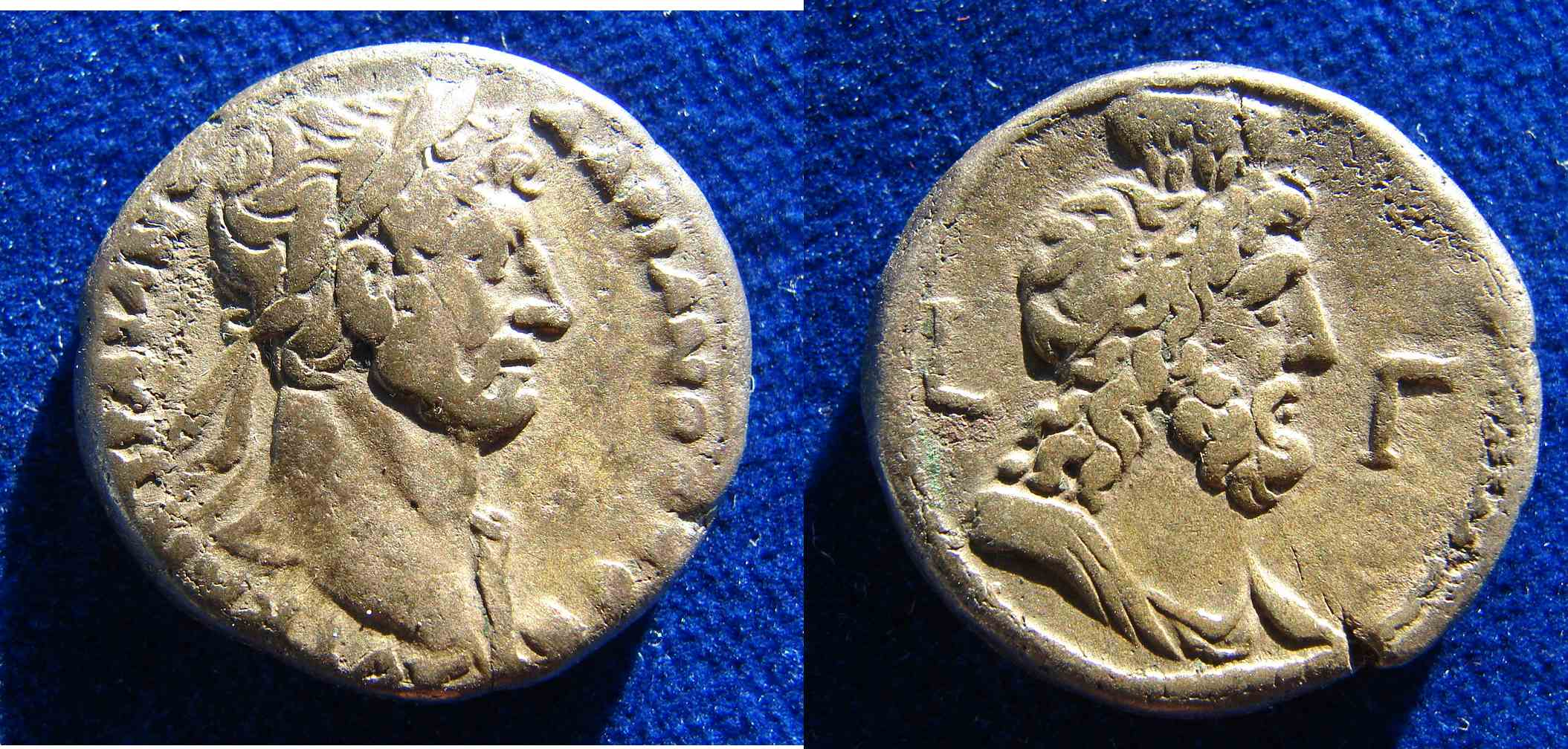
Serapis auf römischer Provinzialmünze aus Alexandria, Tetradrachme aus Silber

Alexandria wurde nicht selten von innerstädtischen Unruhen erschüttert. Einige Jahrzehnte nach der römischen Eroberung Alexandrias kam es dort im Jahr 38 n. Chr. zu einem Ausbruch von Gewalt zwischen Juden und Griechen. Danach erblühte die Stadt aber erneut. Im Vierkaiserjahr hielt sich Vespasian in der Stadt auf und inszenierte sich dabei als Wunderheiler. Um 116 leitete ein jüdischer Aufstand unter Kaiser Trajan einen zeitweiligen Niedergang ein. Durch die Unruhen wurde die Stadt schwer beschädigt, und der Handel kam zum Erliegen; die große jüdische Gemeinde in der Stadt ging unter. Trajans Nachfolger Hadrian leitete den Wiederaufbau ein, beschränkte sich aber auf drei Fünftel des alten Stadtgebiets. Septimius Severus reorganisierte die Verwaltung der Provinz und gestattete Alexandria endlich einen eigenen Stadtrat.  Unter den Kaisern Decius und Valerian kam es erneut zu Konflikten: Es wird von zwei schweren Christenverfolgungen berichtet, aber auch innerhalb der Glaubensgruppen der römischen (polytheistischen) Religion kam es zu gewaltsamen Ausschreitungen. 
365 wurde es durch einen Tsunami infolge des schweren Erdbebens vor Kreta verwüstet, der von dem römischen Historiker Ammianus Marcellinus beschrieben wurde.
380 bzw. 392 n. Chr. wurde das Christentum Staatsreligion im römischen Imperium. Infolgedessen wurden von einer Gruppe Christen entgegen kaiserlicher Anweisung Tempel zerstört, so vor allem das Hauptheiligtum des Gottes Serapis in Alexandria (wohl 393). Es kam in dieser Zeit zu einigen Übergriffen von Paganen an Christen und zu mehreren Übergriffen von Christen an Paganen. Ein bekanntes Opfer war die heidnische Philosophin und Wissenschaftlerin Hypatia, die im 5. Jahrhundert in innerchristliche Kontroversen verwickelt und von aufgebrachten Christen ermordet wurde. Alexandria war zu dieser Zeit bereits Sitz eines Patriarchen und entwickelte sich zu einem der wichtigsten christlichen Zentren. Bis zur islamischen Eroberung war es nach Rom der zweitwichtigste Bischofssitz der Christenheit. Nach dem Konzil von Chalkedon 451 war die Stadt über 200 Jahre ein Mittelpunkt des Monophysitismus. Zugleich wirkten dort noch bis ins 7. Jahrhundert bedeutende Vertreter des Neuplatonismus (Schule von Alexandria). Alexandria blieb in oströmischer Zeit eine bedeutende Stadt.

### Kalifenreich
Nach der Eroberung Ägyptens durch das persische Sassanidenreich im Jahr 619 konnte Ostrom/Byzanz das Land zwar 629 zurückgewinnen, aber 642 nahmen die Araber Alexandria im Zuge der islamischen Expansion ein. Eine erneute byzantinische Rückeroberung scheiterte 645/46 endgültig. In der Folgezeit verlor die Stadt ihre dominierende Stellung in Ägypten zwar an Kairo, blieb aber bedeutend. Innerhalb des Kalifenreiches erreichte Ägypten alsbald eine weitgehend unabhängige Stellung.
Durch ein Erdbeben im Jahr 796 erlitt der Pharos-Leuchtturm ernsthafte Schäden.
Der Papstsitz der Koptischen Kirche wurde 1047 von Alexandria nach Kairo verlegt, wiewohl sich die koptischen Päpste weiterhin als Patriarchen von Alexandria bezeichnen.
Ein schweres Erdbeben in Unterägypten machte 1309 den Leuchtturm endgültig unbrauchbar. Aus seinen Steinen wurde ein Fort gebaut. Ein Reisebericht von Ibn Batuta (1304–1369) verweist auf eine damals kürzlich erfolgte Erneuerung des Kanals vom Nil.
König Peter I. von Zypern initiierte (1362) und leitete einen Kreuzzug gegen Alexandria, bei dem die Stadt am 9. Oktober 1365 gestürmt und geplündert wurde. Als sich nach drei Tagen ein Heer von Bahri-Mameluken näherte, begaben sich die Kreuzfahrer mit ihrer Beute auf ihre Flotte und zogen ab.
Die anarchischen Zustände im Mittelalter spiegeln sich im Wechsel der Dynastien wider, die zu jener Zeit die Sultane von Ägypten stellten. Dazu gehörten die Umayyaden, Abbasiden, Tuluniden, Ichschididen, Fatimiden, die 1171 durch Saladin gestürzt wurden, die Ayyubiden und ab der Mitte des 13. Jahrhunderts verschiedene Zweige der Mamluken. Gleichzeitig war Alexandria ein intellektuelles Zentrum für muslimische Gelehrte aus Ost und West. Der Gelehrte Abu Tahir al-Silafi verbrachte hier im 12. Jahrhundert den größten Teil seines Lebens. Der Wesir Ibn as-Sallar ließ um 1150 die erste Madrasa nach schafiitischem Recht errichten, die nach al-Salafi benannt wurde.
Als nach dem Alhambra-Edikt von 1492 die Juden Spaniens ihre Heimat verlassen mussten, siedelte sich eine beachtliche Zahl dieser Sephardim in Alexandria an.

### Osmanisches Reich und europäische Kolonialmächte

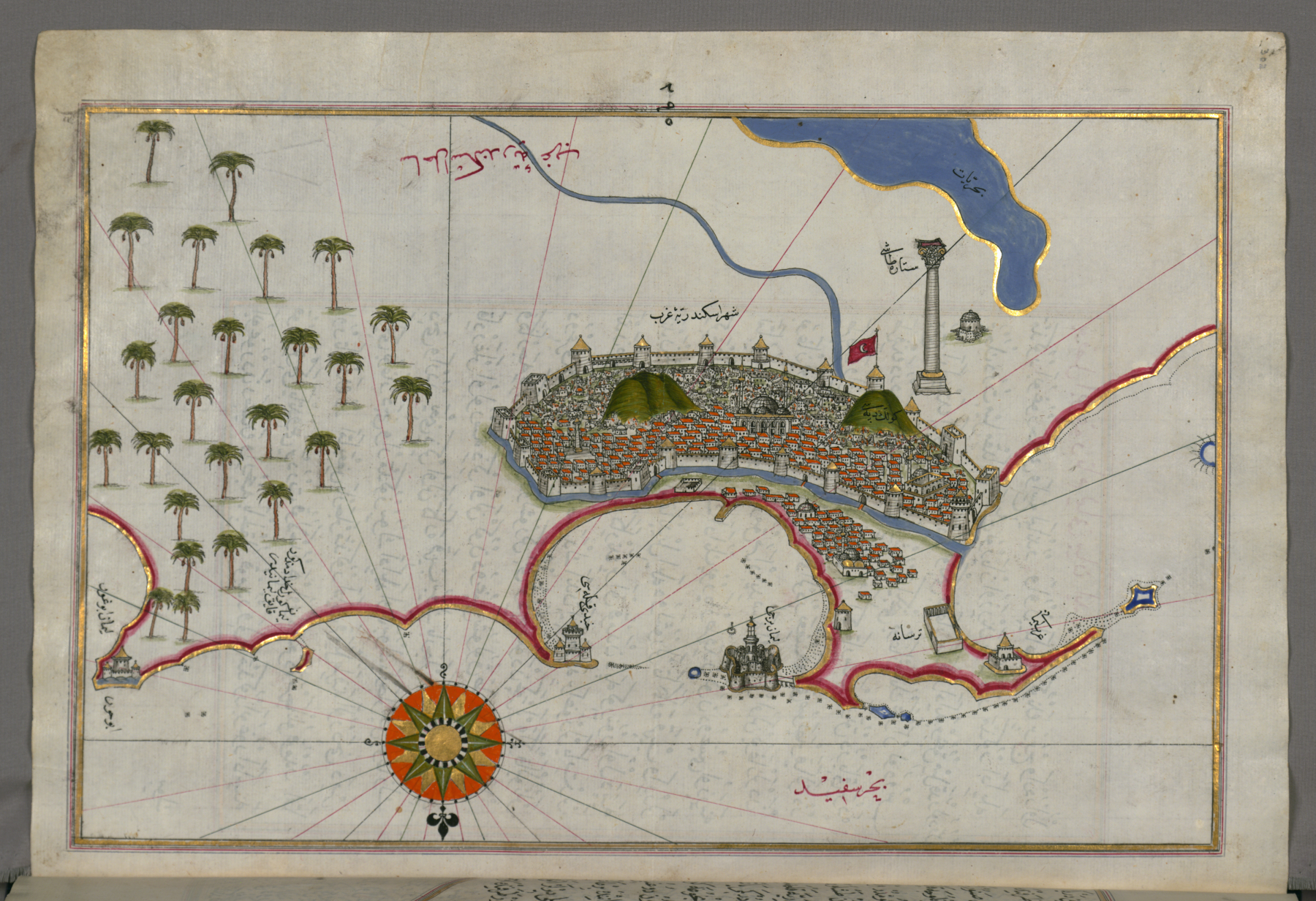
Gesüdete Piri-Reis-Karte von Alexandria, Ende des 17. Jahrhunderts, mit der Qāitbāy-Zitadelle im Vordergrund

Die Mamluken behielten die innere Verwaltung Ägyptens auch nach der Eroberung durch die Osmanen 1517. Die Expansion des Osmanischen Reiches erschwerte aber den Handel Europas mit Indien und China und führte so zur Erkundung und Etablierung des Seewegs nach Indien (Goa portugiesische Kolonie seit 1510). Mit dem Wegfall des einträglichen Landtransports vom Mittelmeer zum Roten Meer schwand die Bedeutung des Hafens von Alexandria. Zudem verfiel Ägypten als osmanische Provinz unter Mamlukenherrschaft in allgemeine Stagnation. So wurde die einstige Metropole Alexandria zu einer unbedeutenden Kleinstadt.
Napoleon Bonaparte landete 1798 während seiner ägyptischen Expedition bei Alexandria, eroberte die Stadt und schlug die Mameluken, verlor aber die Seeschlacht bei Abukir gegen die Briten, die 1801 Alexandria belagerten und eroberten. Nachdem so die Schwäche der Mameluken und des Osmanischen Reiches offenbar geworden war, ergriff Muhammad Ali Pascha, Befehlshaber der albanischen Garde des Osmanischen Reichs in Ägypten die Herrschaft über die Provinz, unter Beibehaltung der osmanischen Hoheit. Er nannte sich als erster Khedive und gilt als Schöpfer des modernen Ägypten. Er veranlasste die Wiederherstellung, teils auch Neutrassierung des Süßwasserkanals vom Nil, seither Mahmudiyakanal genannt. Unter seiner Regierung entstand am Hafen von Alexandria auch die erste moderne Werft Ägyptens.
Die Schwäche des Osmanischen Reiches ließ die europäischen Kolonialmächte versuchen, Einfluss und Kontrolle über den wichtigsten Mittelmeerhafen Ägyptens zu gewinnen, sowohl mit friedlichen Mitteln als auch mit Gewalt. Abbas I., der Enkel und Nachfolger Muhammad Alis, beauftragte Robert Stephenson mit dem Bau einer Eisenbahn von Alexandria nach Kairo. Deren erster Abschnitt zwischen Alexandria und Kafr El-Zayat am Rosette-Arm des Nils wurde 1854 eröffnet. Britische Kaufleute erreichten den Bau der Straßenbahn von Alexandria, die 1863 in Betrieb ging. Beide Bahnen waren die ersten ihrer Art sowohl im Osmanischen Reich als auch in Afrika.

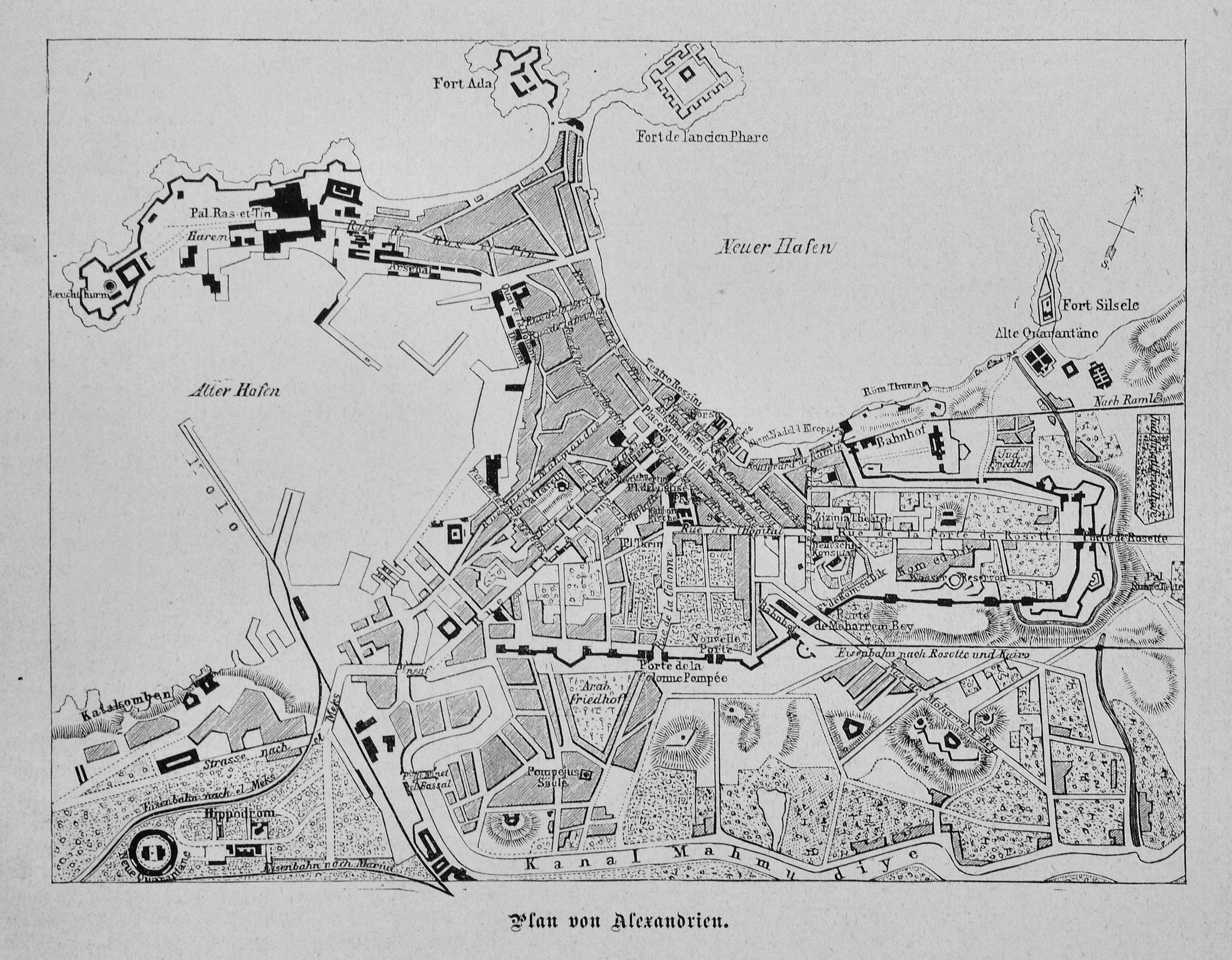
Stadtplan von Alexandria 1882 (aus der Zeitschrift Die Gartenlaube)

Seit der Eröffnung des Suezkanals am 17. November 1869 lag Alexandria wieder an einer Hauptroute des Welthandels. Reuters eröffnete in den 1860er Jahren die erste ägyptische Agentur in Alexandria. 1875 gründeten die griechisch-katholischen Brüder Sami und Bishara Takla mit al-Ahram die erste arabische Tageszeitung. 1892 gründete der syrische Christ Dschurdschī Zaidān mit christlichen und muslimischen Journalisten die Zeitschrift al-Hilāl.
In den 1870er Jahren geriet die ägyptische Regierung in zunehmende Finanznot und damit Abhängigkeit von europäischen Mächten. 1875 folgte der Verkauf der ägyptischen Suezkanalaktien an Großbritannien. 1881 kam es dann zum Urabi-Aufstand gegen den neu eingesetzten Khediven Tawfiq und den europäischen Einfluss. Daraufhin schoss eine britische Mittelmeerflotte Alexandria am 11.–13. Juli 1882 in Trümmer, traf dabei allerdings überwiegend die von Europäern bewohnten Stadtviertel. Am 13. Juli landeten dann auch Truppen der Flotte in der Stadt, besiegten trotz Unterzahl die ägyptische Garnison und gewannen die Kontrolle. Nach der vollständigen Niederschlagung des Aufstandes mit etwa 300 Toten (darunter 250 Ägypter) war die ägyptische Regierung eine von Großbritannien kontrollierte Marionettenregierung.
Wirtschaftlich ging es unter der britischen Kontrolle mit Alexandria bergauf. Die Industrialisierung und der verstärkte Handelsverkehr sorgten für Wohlstand und Bevölkerungswachstum.

### 20. Jahrhundert

Aufnahme des Flugpioniers Walter Mittelholzer 1929

In den 1920er Jahren wanderten Menschen unterschiedlichster Nationalitäten nach Alexandria ein, die noch von dem aus der Ottomanenzeit stammenden Kapitulationssystem, d. h. dem Recht auf doppelte Staatsbürgerschaft, profitierten, insbesondere Griechen und Italiener. Auch die jüdische Gemeinde, seit der Antike ansässig und zum Ende des 15. Jahrhunderts durch den Exodus aus Spanien verstärkt, erfuhr weiteren Zuzug. Die Sephardim trugen mit Banken- und Firmengründungen beträchtlich zum Finanz- und Wirtschaftsleben Alexandrias bei. Es entwickelte sich zunehmend eine „gesellschaftliche und wirtschaftliche Elitenbildung der jüdischen Alexandriner“.
Im Zuge der allgemeinen Emanzipation der Kolonialvölker und als Reaktion auf die Gründung des Staates Israel entwickelte sich 1948 in Ägypten die Bewegung des Panarabismus, wodurch sich die Lebensbedingungen für die ethnischen Minderheiten in Ägypten verschlechterten. Die Einwohnerzahl Alexandrias nahm ab der Mitte des 20. Jahrhunderts rasant zu und stieg über vier Millionen, während 50.000 Juden im Rahmen der „Operation Kadesh“ im Oktober 1956 Alexandria für immer verließen. Gamal Abdel Nasser leitete seinen „sozialistischen Kurs“ mit Verstaatlichungen und Nationalismus-Erlassen ein, wodurch viele ihr Vermögen verloren und die Stadt Alexandria verarmte.

### Gegenwart
Heute gilt Alexandria neben Kairo als wichtigste Stadt Ägyptens, mit internationalem Flughafen und bedeutendem Seehafen.

## Stadtbild

### Das antike Alexandria
Einst wurden die Straßen idealtypisch im rechtwinkligen System angelegt und von zwei 30 m breiten Hauptachsen durchquert. Ein Damm, der Heptastadion, verband die Insel Pharos mit dem Festland und bildete die Westgrenze des Haupthafens portus Magnus. Am Hafen befand sich das Stadtzentrum mit dem Königsviertel, den Palästen und öffentlichen Gebäuden. Die Ptolemäer erweiterten die Palastbauten um weitere herrschaftliche Gebäude und Parkanlagen. Im Hafenbecken lag die kleine Insel Antirhodos mit einem Palast. In der römischen Epoche wurden einige Theater gebaut, unter anderem das Timoneion, das ein Stück ins Meer hinaus gebaut wurde. Auf dem heutigen Raml-Platz stand das Kaisareion (lateinisch: Caesareum), ein Heiligtum für Julius Caesar, erbaut von Kleopatra. Dessen zwei Obelisken, die auf dem Vorplatz des Tempels standen, befinden sich heute in London und New York City. Der Leuchtturm von Pharos, eines der antiken Weltwunder, wurde auf einer kleinen Insel in der Einfahrt zum Großen Hafen (lat.: PORTVS MAGNVS) östlich von Pharos errichtet, am heutigen Standort der Qāitbāy-Zitadelle. Mit 122 m Höhe gilt er als technische Meisterleistung der Antike.

### Museion und Bibliothek

Bibliothek in Alexandria

Die von Ptolemäus II. gegründete Große Bibliothek von Alexandria ist bis heute berühmt. Zusammen mit dem Museion machte sie die Stadt zum geistigen Zentrum der antiken Welt. Über eine Million Schriftrollen lagerten in den Bibliotheksräumen und bildeten den Kanon der damaligen Wissenschaften. Das benachbarte Museion (Tempel der Musen) war ein überregional bedeutendes Forum von Künstlern, Wissenschaftlern und Philosophen. Es war das Zentrum der Alexandrinischen Schule, wo beispielsweise Heron, Ptolemäus und Euklid lehrten und forschten. Nach ihr ist die Alexandrinische Epoche benannt.
Das Schicksal der Großen Bibliothek bei Caesars Eroberung ist umstritten. Einige antike Quellen sprechen von einem Feuer bei Caesars Eroberung der Stadt 48/47 v. Chr. Wie jedoch Edward Parsons in seiner Quellenanalyse nachweist, stützen nur sechs von 16 Quellen über das Alexandria jener Zeit diese Hypothese. Die erste dieser Quellen wurde etwa 100 Jahre nach dem angeblichen Vorfall geschrieben, und die Zahl der angeblich verlorenen Bücher schwankt von 40.000 (die erste Quelle) bis 700.000, also der kompletten Bibliothek (Aulus Gellius). Die letzte Quelle (der Kirchenhistoriker Orosius) spricht wieder von 40.000 Büchern. Das Museion von Alexandria, an das die Bibliothek angegliedert war, existierte mit Sicherheit weiterhin, da mehrere Leiter des Museions aus nachchristlicher Zeit bekannt sind und Plutarch von einem Geschenk von 200.000 Schriftrollen aus der Bibliothek von Pergamon an Caesar schreibt. Der letzte bekannte Leiter des Museions war Theon von Alexandria (ca. 335–405).
Im Jahr 391 wurden vom Patriarch Theophilos von Alexandria alle nichtchristlichen Tempel in Alexandria zerstört; vorausgegangen waren blutige Zusammenstöße zwischen Anhängern der traditionellen Kulte („Heiden“) und Christen, wohl bewusst angeheizt von Theophilos, bis hin dazu, dass schließlich Heiden, die sich im Serapisheiligtum verschanzt hatten, dort Christen kreuzigten. Um die Situation wieder zu beruhigen, vergab Kaiser Theodosius I. ihnen zwar diese Morde, ordnete aber gleichzeitig die Zerstörung des Tempels an. Die Zerstörung des weithin bekannten Serapisheiligtums, das die Tochterbibliothek beinhaltete, sollte eine deutliche Fanalwirkung für die „Heiden“ haben; ob dabei auch das Museion (der „Tempel der Musen“ und damit aller Wahrscheinlichkeit nach die Bibliothek) zu diesem Zeitpunkt zerstört wurde, ist unbekannt, es kann jedoch nicht wesentlich früher oder später geschehen sein. 642 brannte die Bibliothek, nachdem die Araber die Stadt von den Byzantinern (Oströmern) erobert hatten.

### Das heutige Stadtbild

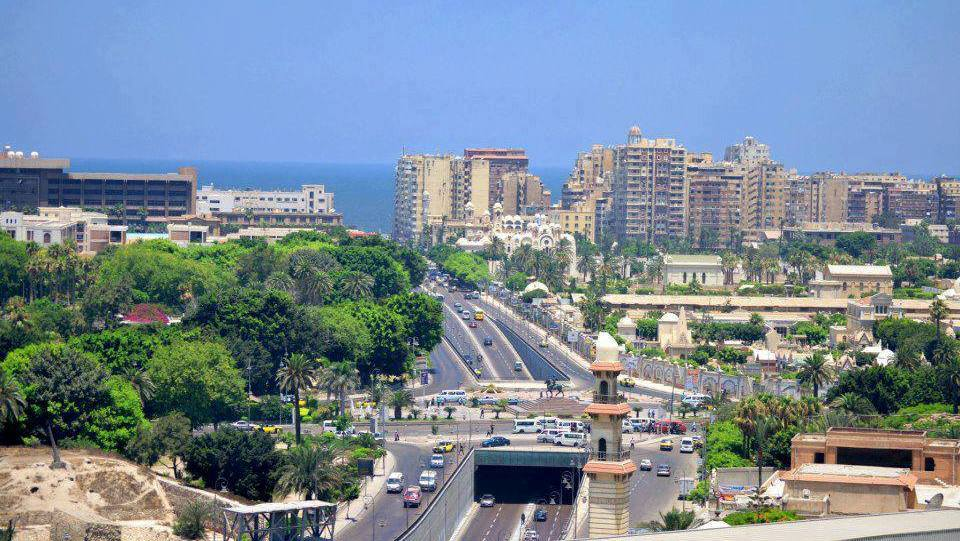
Suez-Kanal-Straße in Alexandria, Ägypten

In der ereignisreichen Geschichte Alexandrias sind viele historische Bauwerke und Kunstschätze über die Jahrhunderte verloren gegangen. Das heutige Stadtbild wird von Gebäuden im Stil des Historismus, Stile Liberty und Eklektizismus aus dem 19. und 20. Jahrhundert bestimmt. Aus antiker Zeit sind ein römisches Theater und die Katakomben von Kom esch-Schuqafa erhalten. Wichtigstes Museum Alexandrias ist das Griechisch-Römische Museum über antike Architektur, Bildhauerei und Handwerkskunst. Im April 2002 wurde das Kulturzentrum Bibliotheca Alexandrina eröffnet. Unter der Schirmherrschaft der UNESCO gebaut, soll es an die ruhmreiche Vergangenheit der antiken Bibliothek anknüpfen. Das Areal beherbergt die Bibliothek, Museen und Galerien, mehrere Forschungsinstitute, ein Veranstaltungszentrum und ein Planetarium.

Heutige Stadtbilder
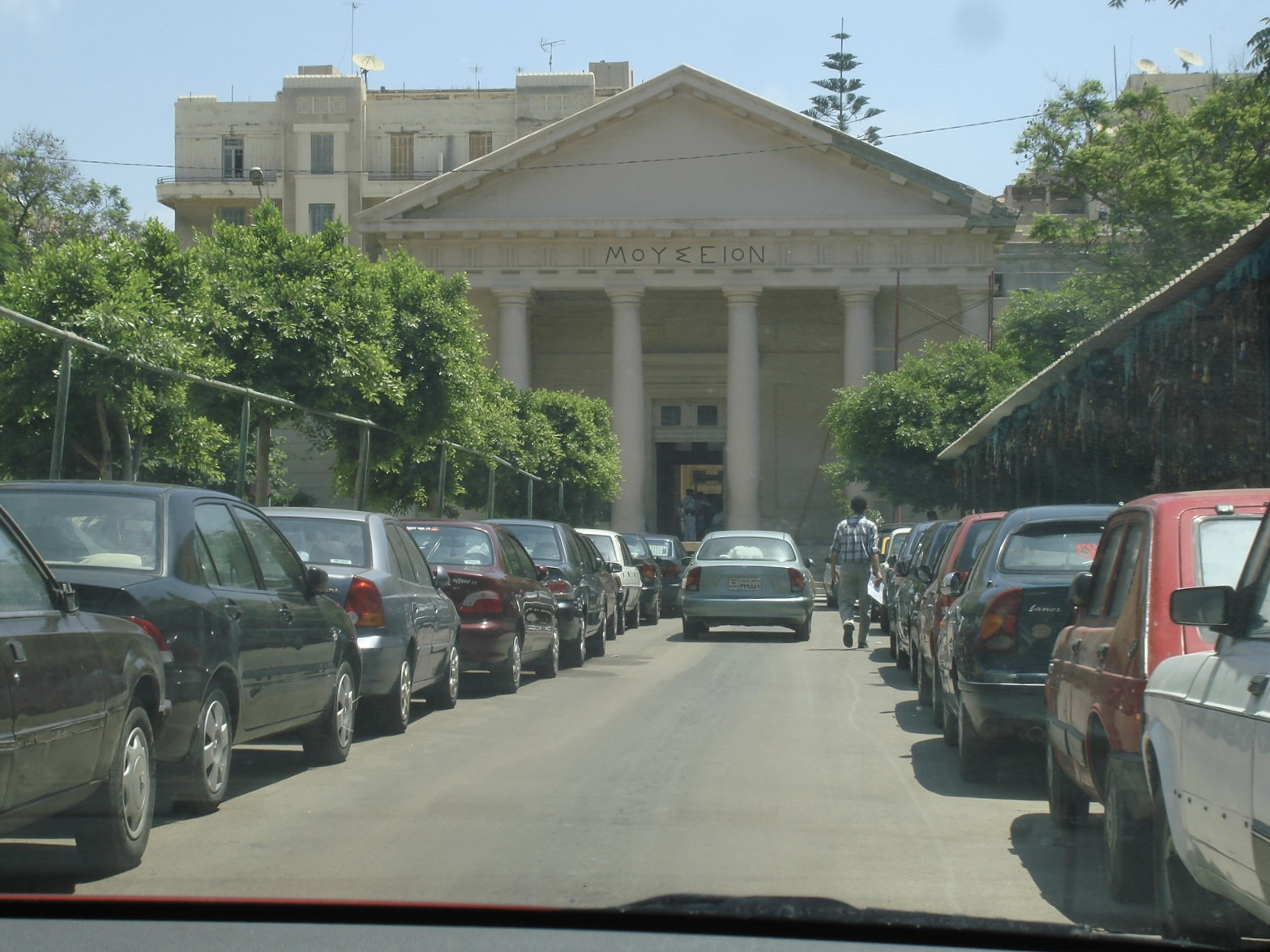
Griechisch-Römisches Museum
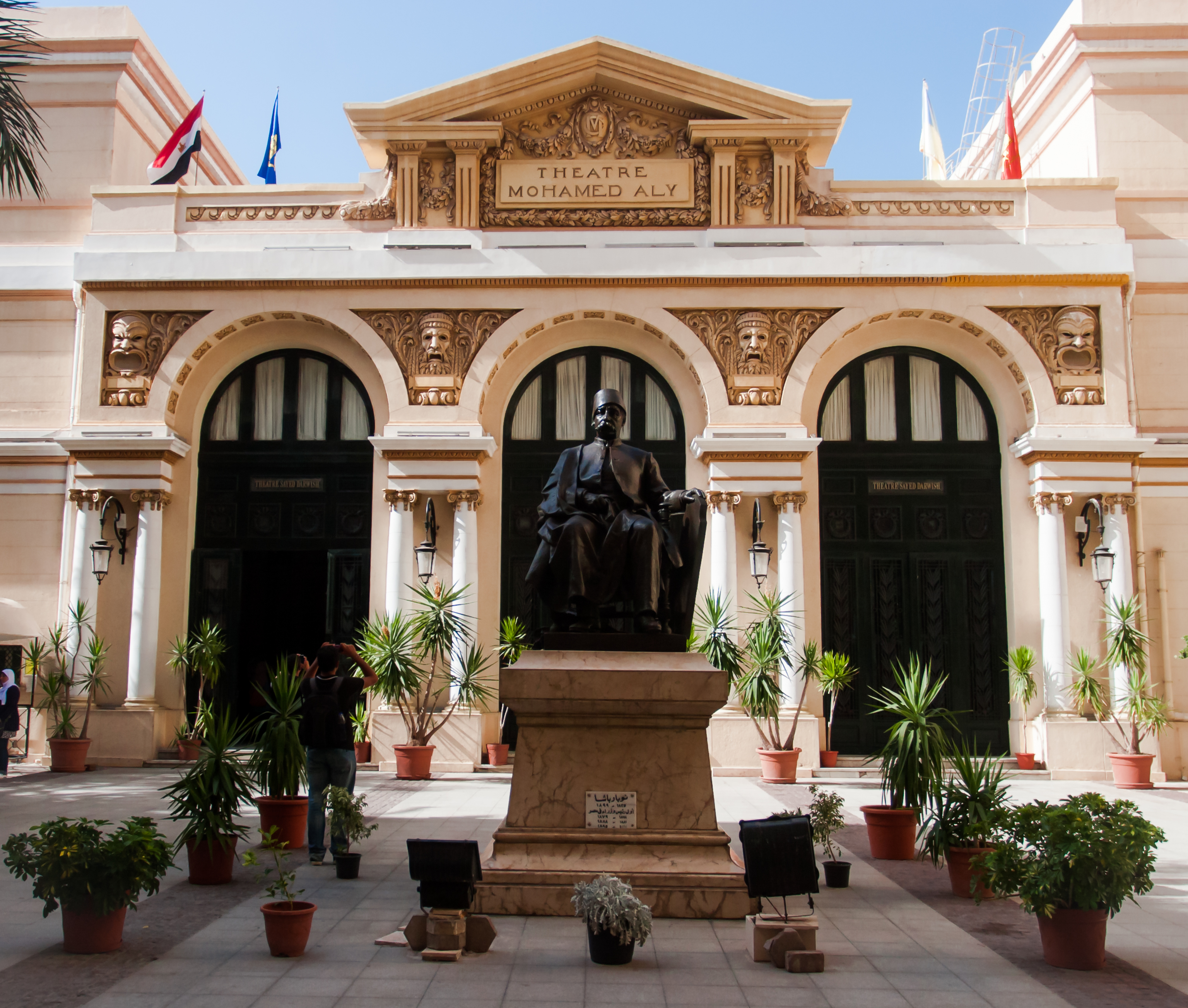
Theater
Abu-l-Abbas-al-Mursi-Moschee
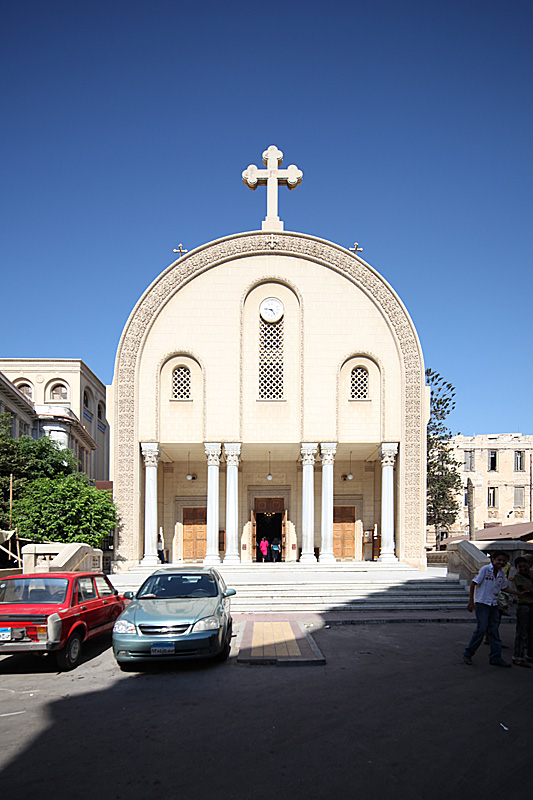
Koptisch-orthodoxe St.-Markus-Kathedrale
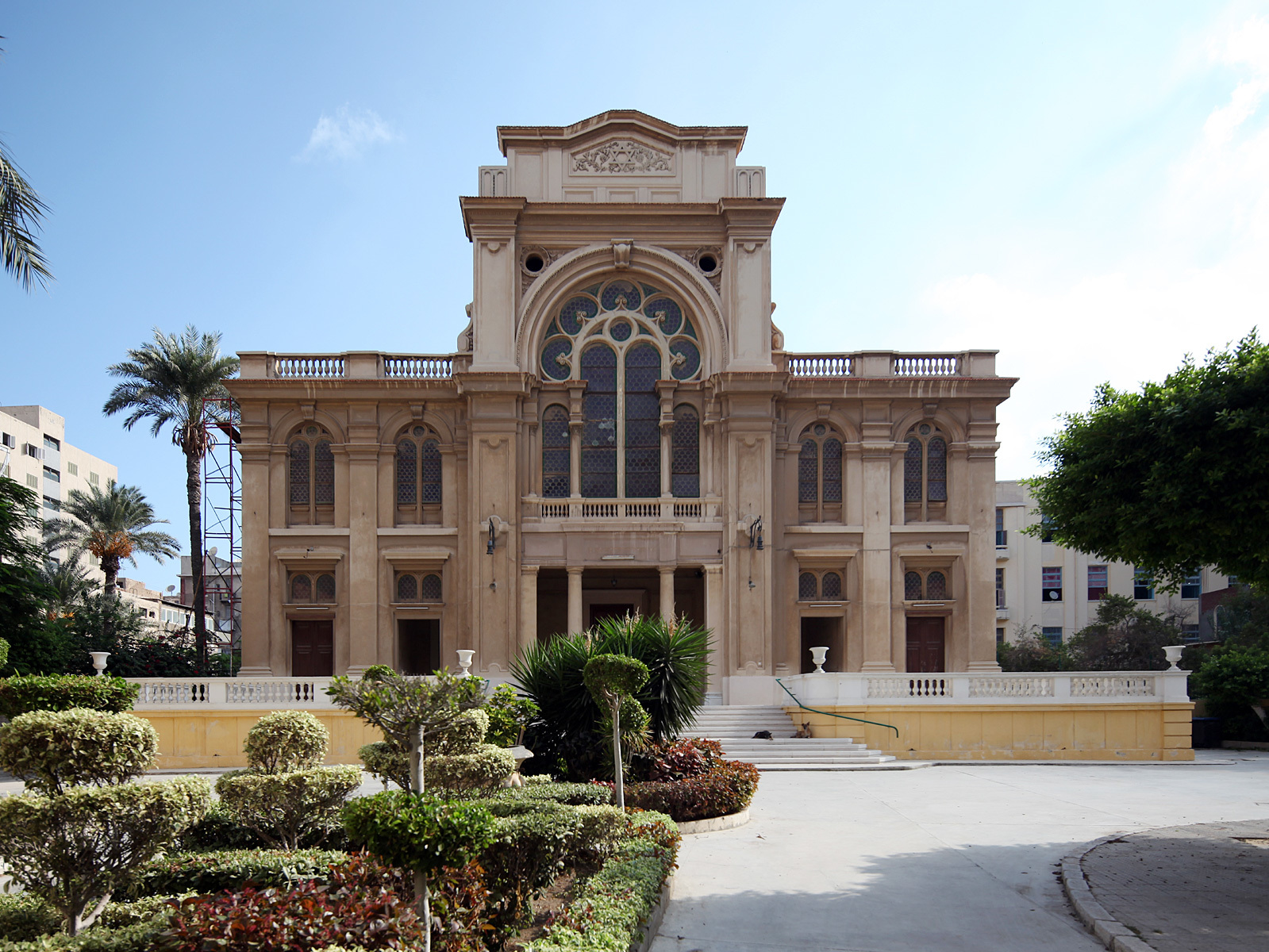
Eliyahu-Ha'Navi-Synagoge
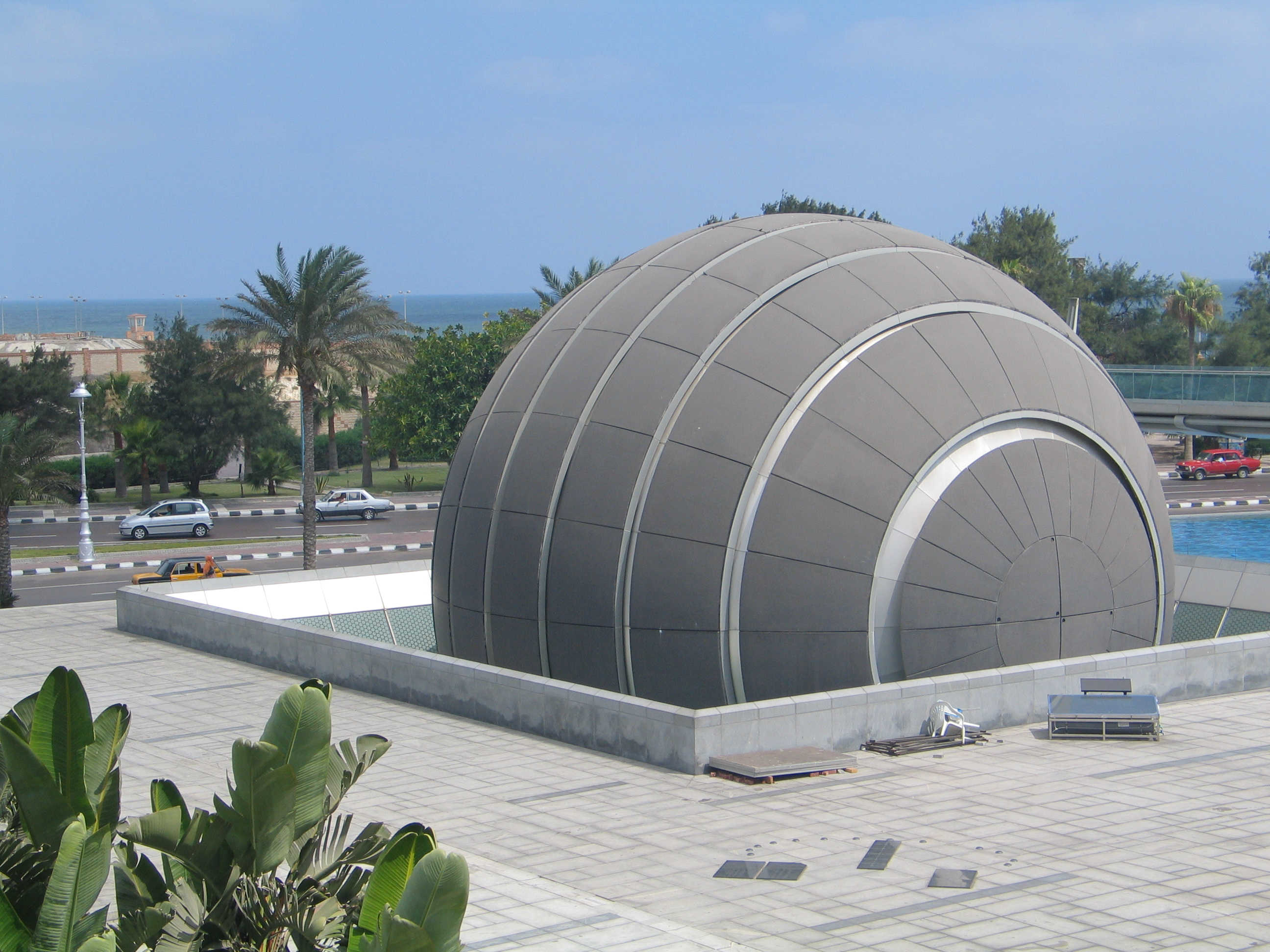
Planetarium neben der Bibliothek

### Zitadellen
In Ost-Alexandria befindet sich die Qāitbāy-Zitadelle, eine der wenigen verbliebenen Zitadellen in der Stadt aus dem 15. Jahrhundert.

### Zum Freizeitangebot
- Montaza Royal Gardens
- Antoniades Park
- Shallalat Gardens
- Zoo Alexandria
- Green Plaza
- Fantazy Land (geschlossen)
- Mamoura Beach, Alexandria
- Marina Resort

### Sakralbauten
In den zahlreichen Moscheen der Stadt, die teilweise auf antiken Ruinen stehen, sind historische Bauelemente wie römische Wandfliesen integriert worden. Der bedeutendste Sakralbau ist die Abu-l-Abbas-al-Mursi-Moschee.
- Moscheen (Auswahl):
  - Tirbana-Moschee
  - El-Qayid-Ibrahim-Moschee
  - Attarin-Moschee, gilt als einer ältesten Moscheen Alexandrias. Sie war ursprünglich eine Kirche des hl. Athanasius aus dem Jahr 370, die zur Moschee umgebaut wurde.

- Kirchen (Auswahl):

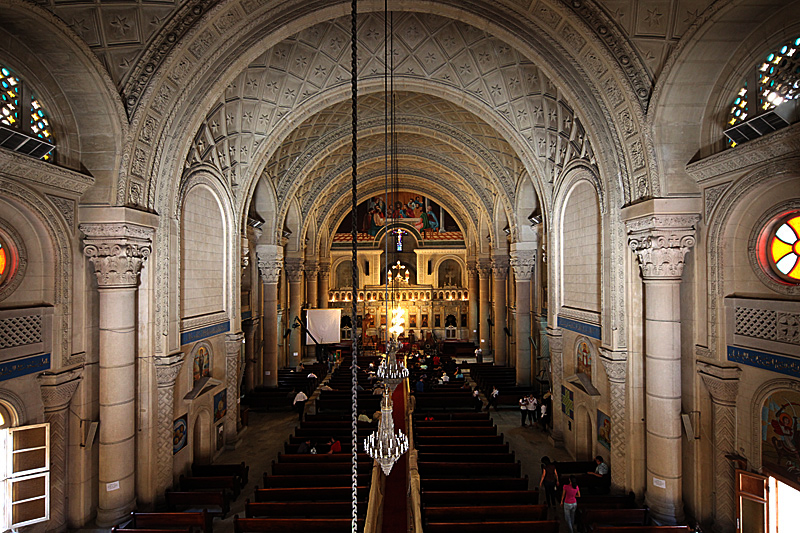
St.-Markus-Kathedrale

  - Römisch-katholische (lateinische) St.-Katharinen-Kathedrale
  - Griechisch-orthodoxe Kathedrale Evangelismos
  - Griechisch-orthodoxes Kloster St. Saba
  - Koptisch-orthodoxe Kathedrale St. Mark

- Synagogen:
  - Eliyahu-Hanavi-Synagoge, Nabi Daniel Straeet
  - Synagoge Menasce, Mancheya Place Ahmed Orabi (ursprünglich Jardins Français). Die Synagoge wurde nach dem Bankier Bohor Levi de Menasce benannt, Gründer der Sociéte Anonyme des Immeubles d'Égypte und Bauherr der Passage Menasce.
  - Synagoge Eliahou Hazan, Rue Belzoni 6. Die Synagoge wurde nach Bechor Eliahou Hazan benannt, der Oberrabbiner Alexandrias von 1888 bis 1908 war. Die Synagoge wurde 1937 eingeweiht und 1958 geschlossen. 1995 wurde die Synagoge abgebrochen.
  - Synagoge Green, Moharrem bey

- Deutsche Seemannsmission

#### Friedhöfe

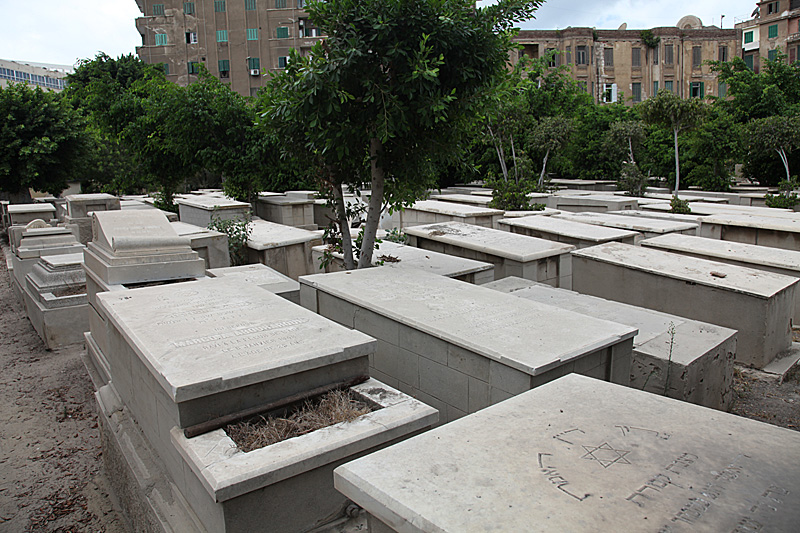
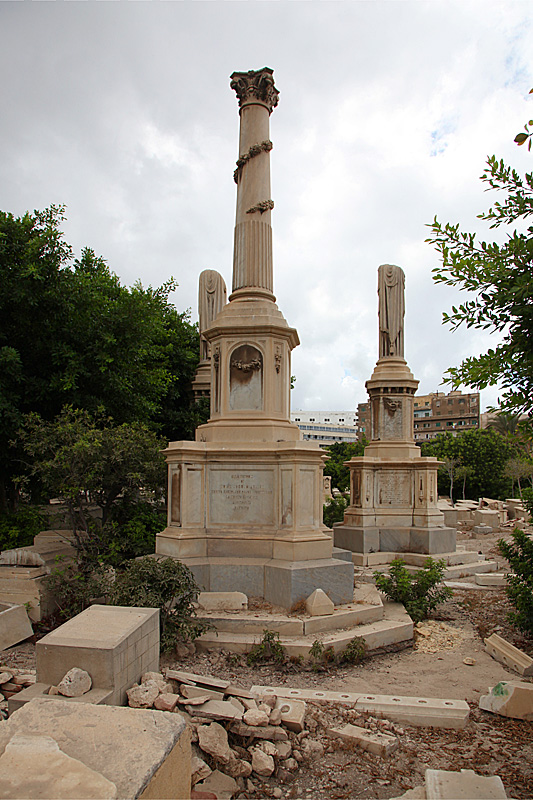

- Katakomben von Kom esch-Schuqafa
- Jüdischer Friedhof

#### Profanbauten
- Einkaufsgalerie passage Menasce[30][31] erbaut nach dem Vorbild der Galleria Vittorio Emanuele II (Antonio Lasciac 1883–1887).[32] nach einem der Gründer der Sociéte Anonyme des Immeubles d'Égypte[33] benannt, dem auch das Grundstück gehörte – dem Bankier Bohor Levi de Menasce.[34] Der Bau wurde als das eleganteste Haus beschrieben, das allen Ansprüchen moderner Lebensart genügte („as most elegant and included all the desirables convenences of modern living“).[35] Das große italienische Geschäftshaus („grand commercial Italian building“)[36] in der ägyptischen Stadt wurde nach Entwürfen des italienischen Architekten Antonio Lasciac von 1883 bis 1887 im neubarocken Eklektizismus[35] fertiggestellt. Mercedes Volait zeigt Grundriss und Bilder in ihrer Arbeit.[37][38]

- Einkaufsgalerie Okalle Monferrato
- Museum der Juwelen der königlichen Familie
- Justizpalast
- Nationalmuseum
- Theater
- Raʾs-at-Tīn-Palast
- Palais d’Antoniadis
- Goethe-Institut Alexandria, ehemalige Villa der jüdischen Familie des Max Rolo ( Immeuble Rolo, Max Edrei zusammen mit dem Bau-Ing. Ferdinand J.Debbane), in der Sharia Batalsa Nr. 10 (früher Rue des Ptolémées), 1926.[23]
- Bourse Toussoun, ehemaliger Sitz des Club Khédivial

Profanbauten
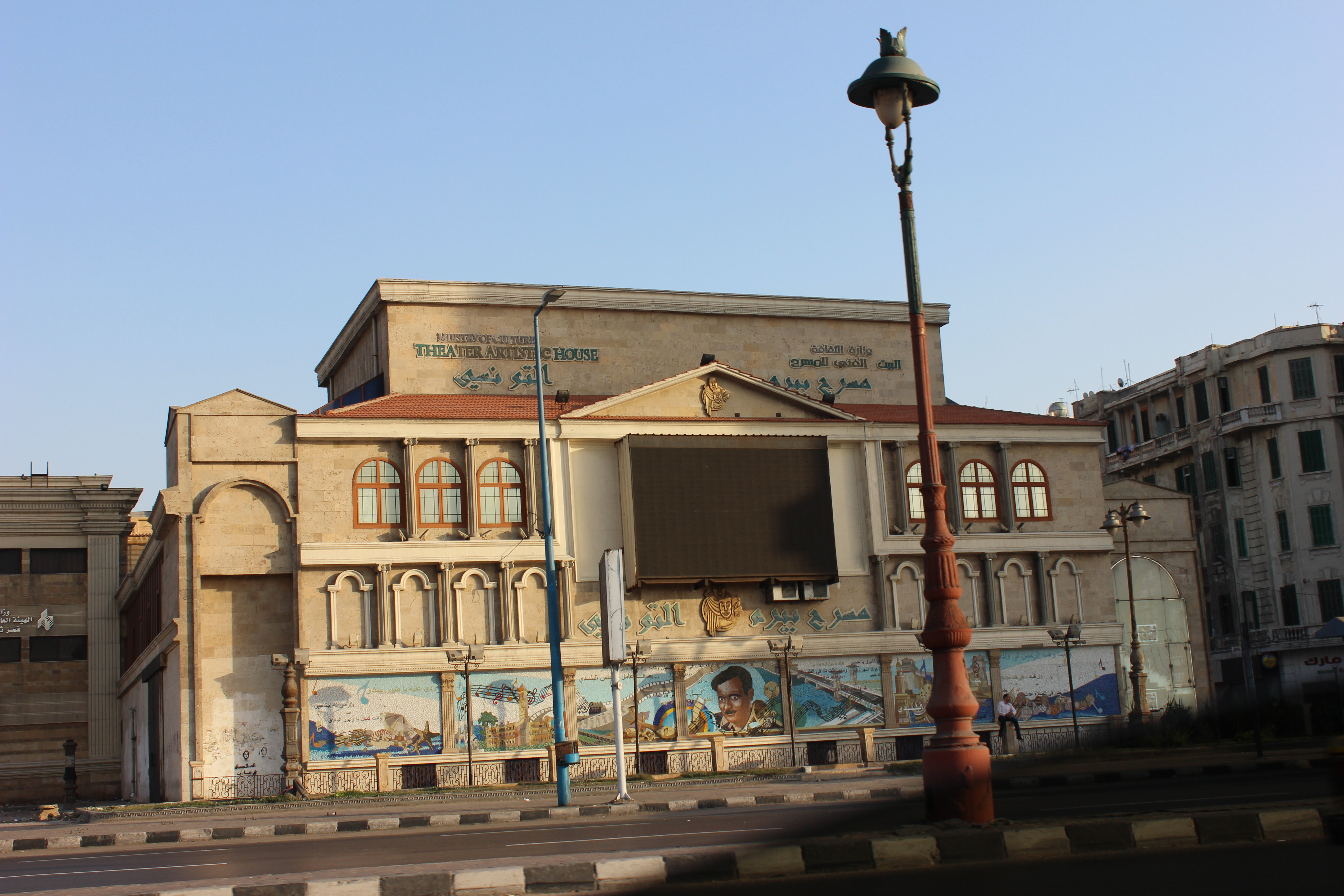
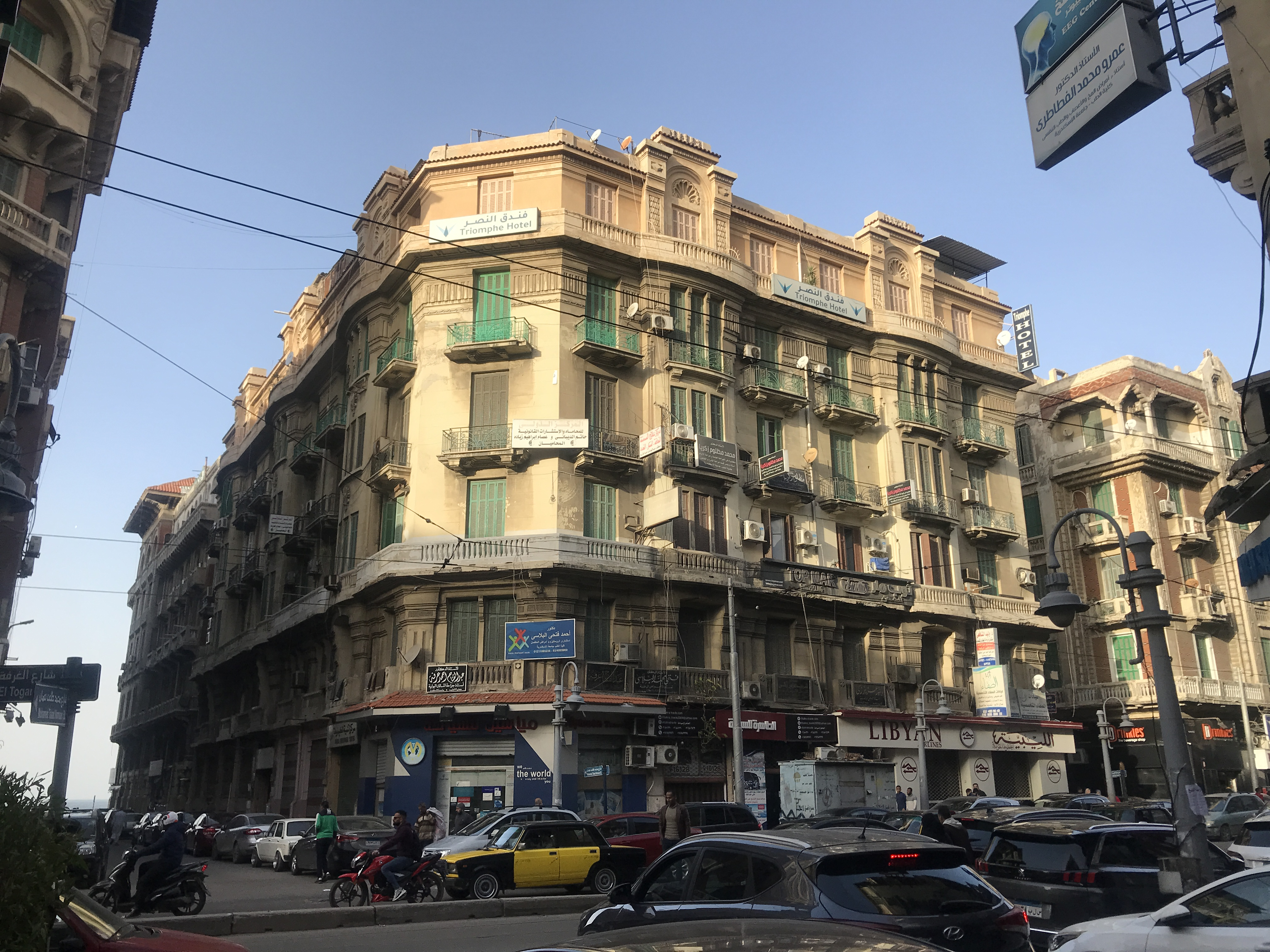
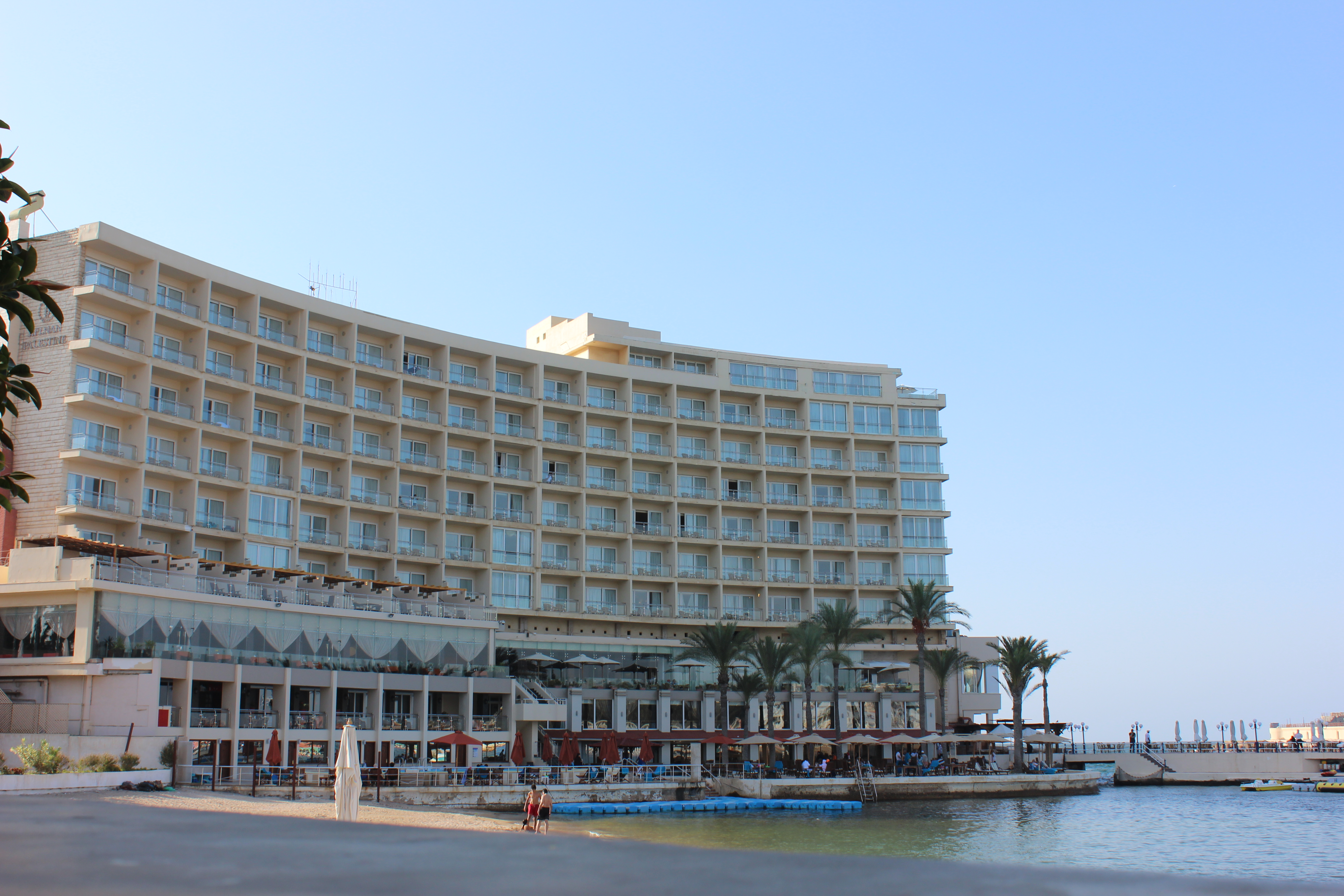
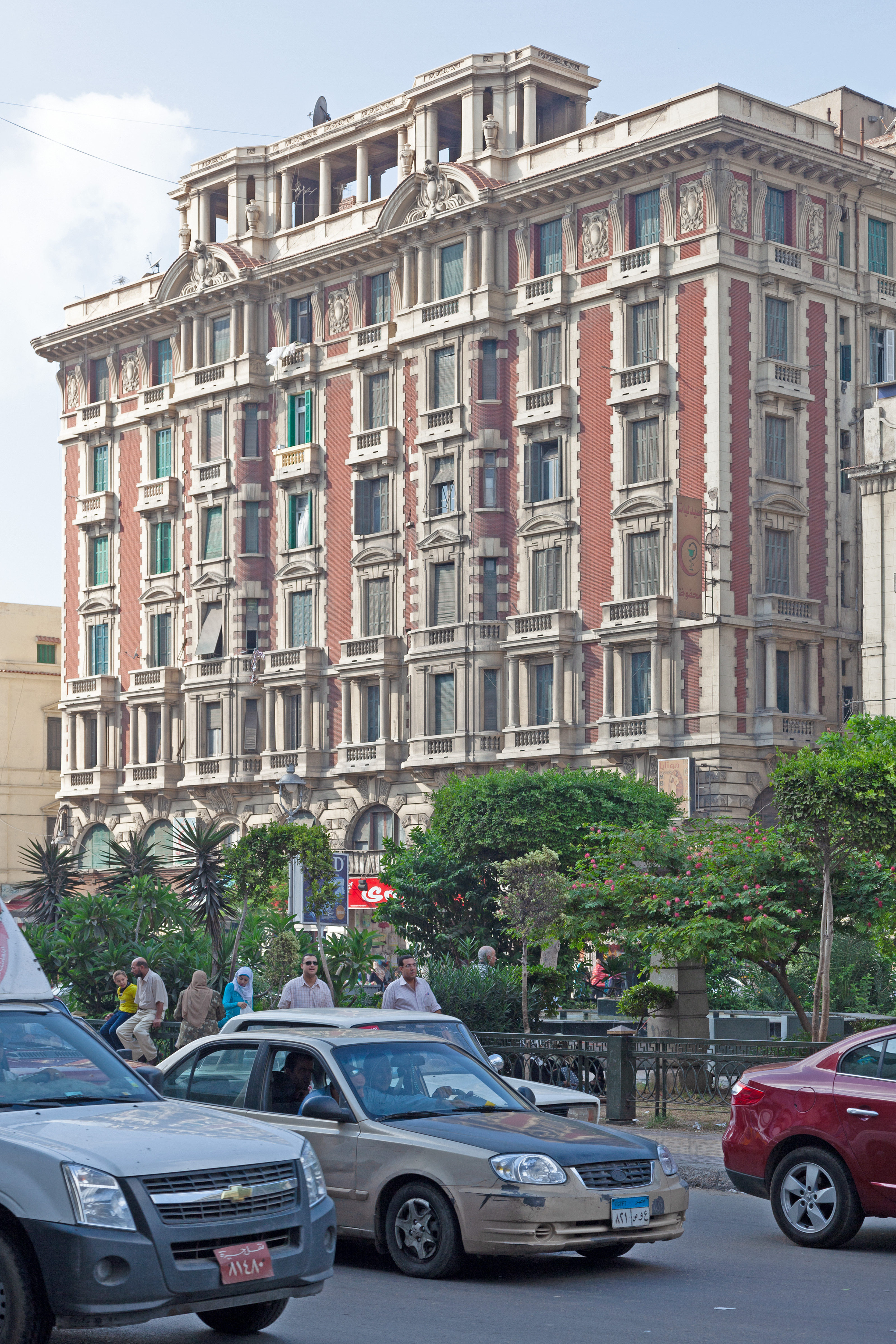
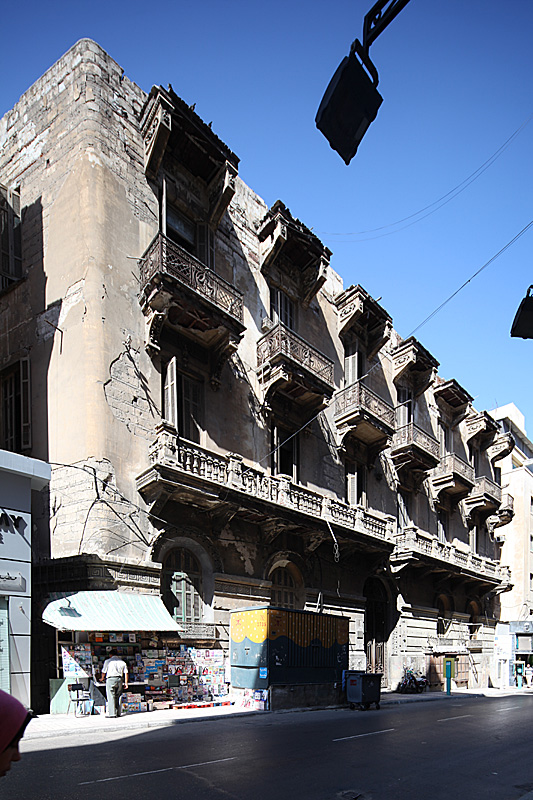
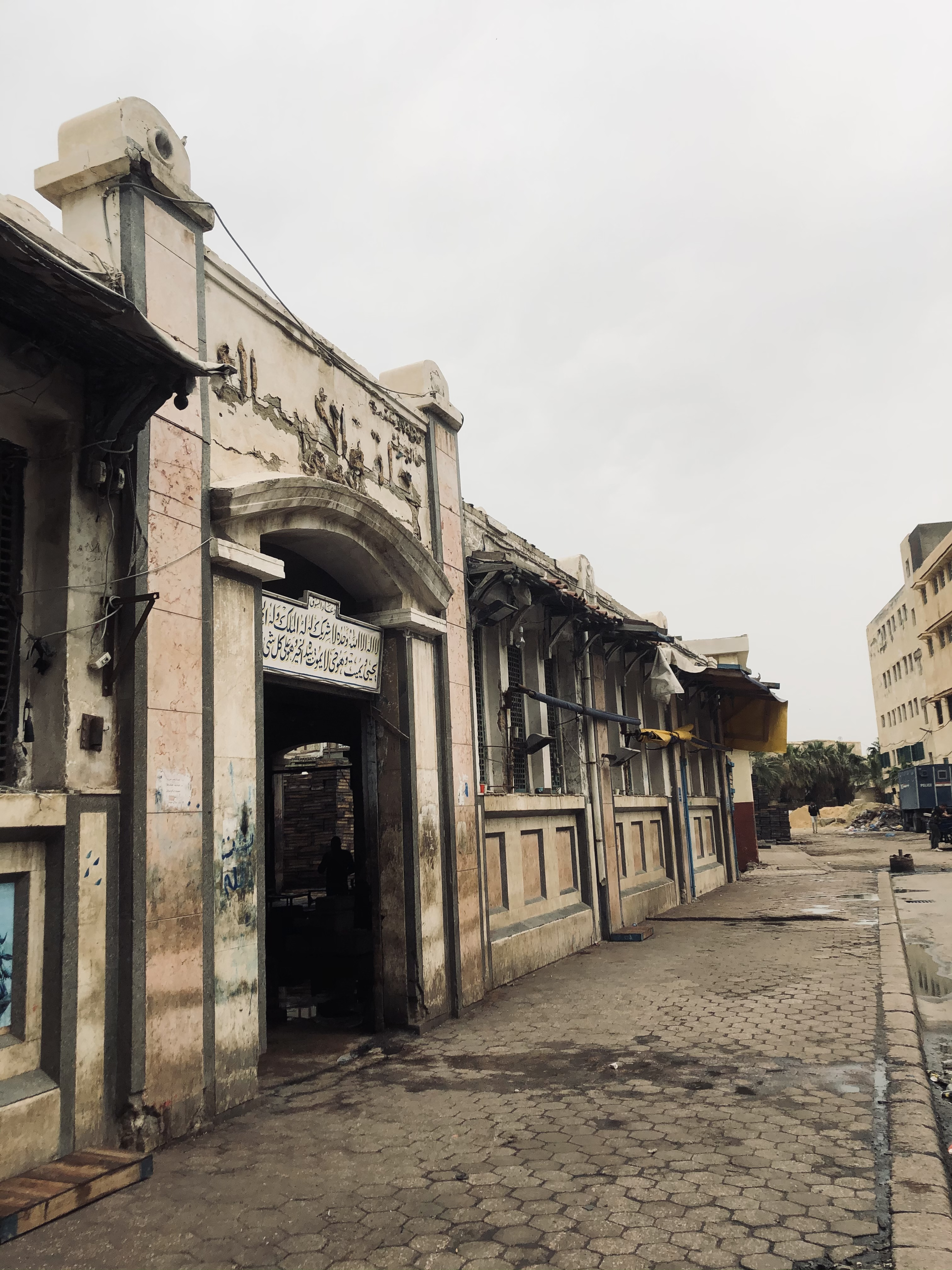
Altes Fischmarkttor.

#### Plätze
- (Ahmed)-Orabi-Platz (Manscheya-Platz)
- Saad-Zaghlul-Platz
- Tahrir-Platz (früher Mohamed-Ali-Platz, ursprünglich Place des Consuls)
- Ahmed-Zewail-Platz

Tahrir-Platz (früher Mohammed-Ali-Platz, ursprünglich Place des Consuls)
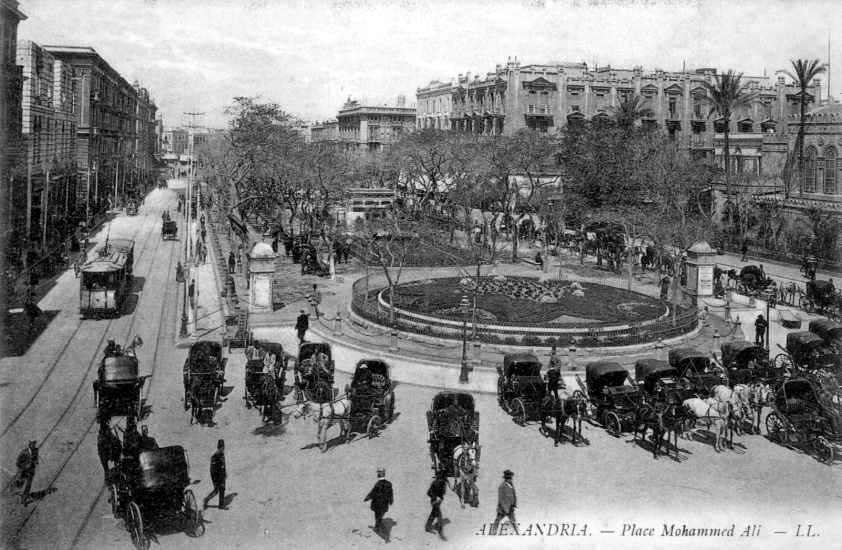
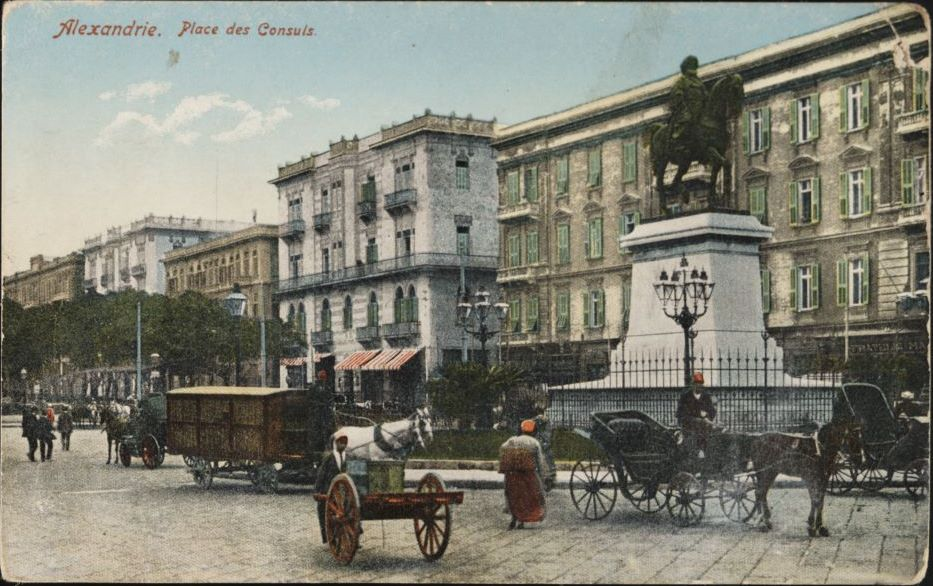
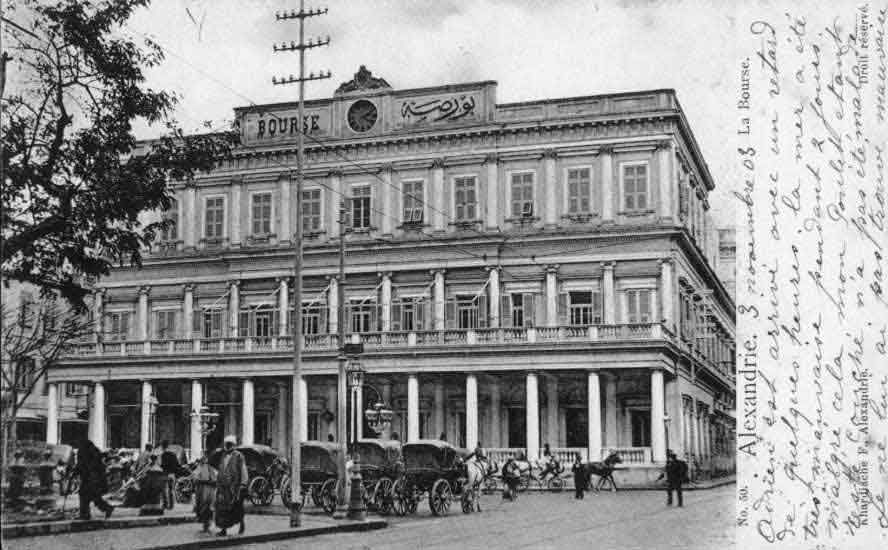
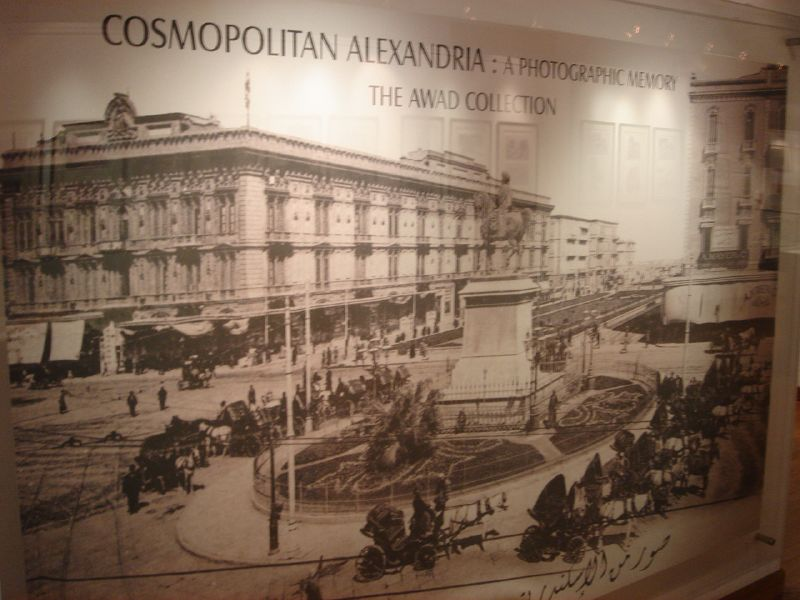

Salah Salem Street oder Boulevard Cherif Pacha, 1883–1888 (Alfonso Maniscalco)
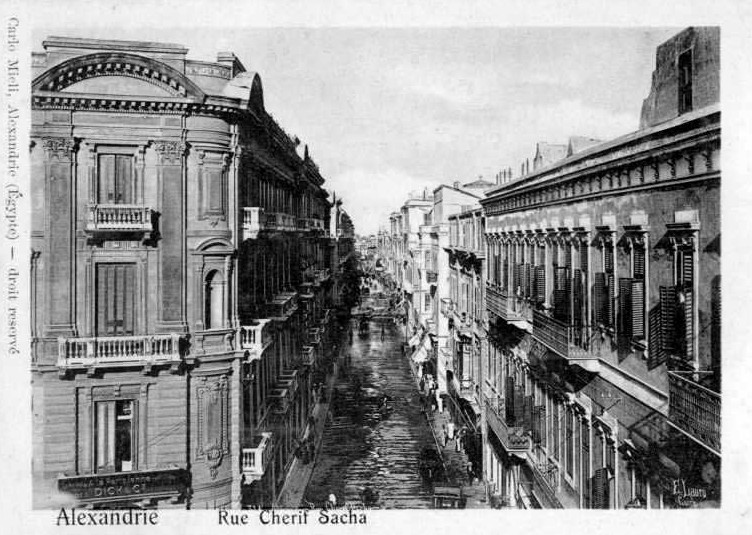
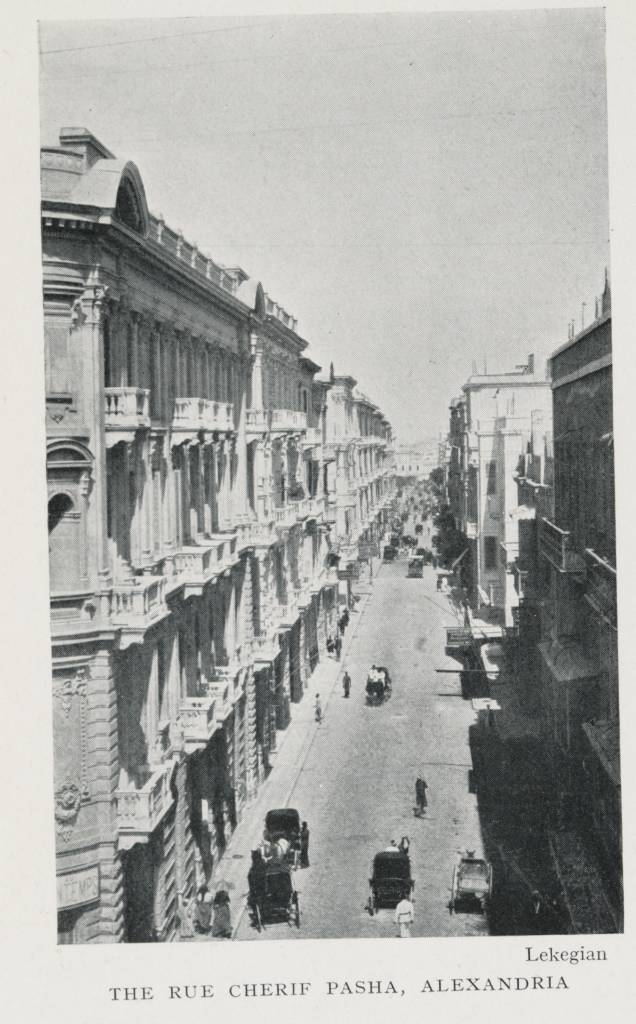
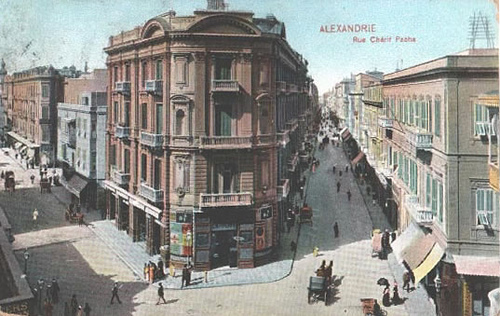
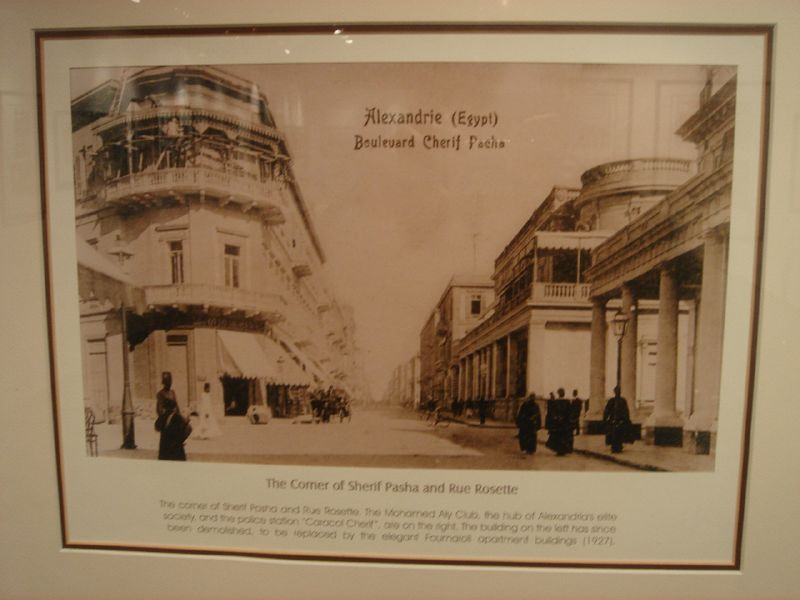

## Wirtschaft und Bildung
Alexandria ist nach Kairo der zweitwichtigste Industriestandort Ägyptens. Bedeutende Industriezweige sind die Textil-, Kraftfahrzeug-, chemische, petrochemische und Nahrungsmittelindustrie. Über den Hafen Alexandrias werden drei Viertel des ägyptischen Exports abgewickelt. Darüber hinaus ist die Stadt ein wichtiges Seebad. Die Hochschulen von Alexandria sind die Alexandria-Universität, Senghor-Universität und die Arabische Akademie für Wissenschaft, Technologie und Seetransport.

## Verkehr

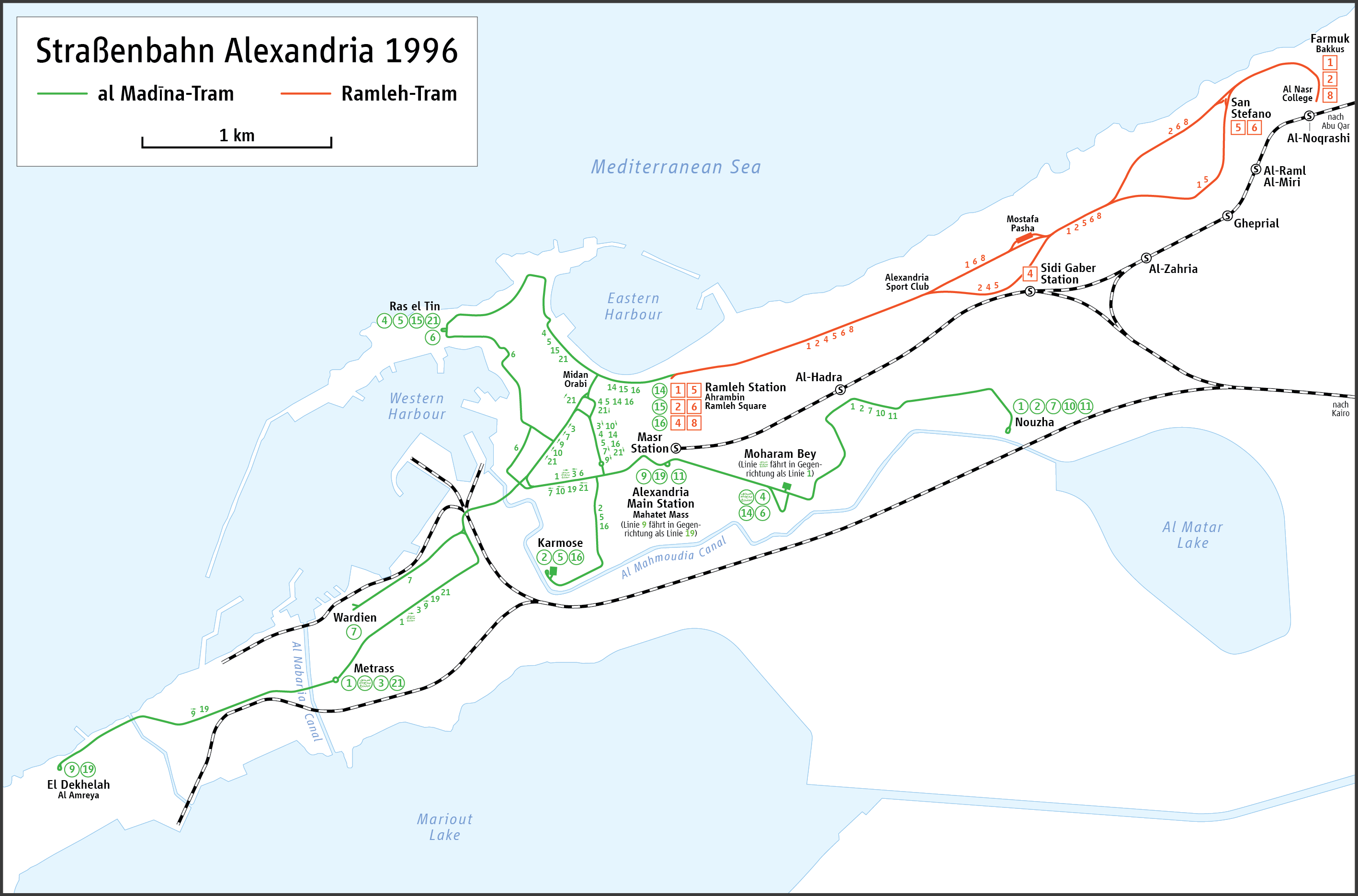
Straßenbahnnetz 1996

Zwei Autobahnen verbinden die Stadt mit Kairo. Eisenbahnlinien führen nach Kairo, Marsa Matruh und Port Said. Alexandria verfügt über zwei Flughäfen: Der Flughafen Alexandria El Nouzha (ALY) ist seit Dezember 2011 wegen Renovierungsarbeiten geschlossen; der kleinere, aber modernere Flughafen Burg al-ʿArab (HBE) besteht im gleichnamigen westlichen Vorort für nationale und internationale Flüge und bedient jetzt den Großraum Alexandria.
Von Alexandria führt eine rege genutzte Eisenbahnlinie via Tanta nach Kairo.
Der öffentliche Personennahverkehr in Alexandria wird im Wesentlichen von Vorortbahnen und einem ausgedehnten Straßenbahnnetz getragen. Die Straßenbahnen werden von der Gesellschaft A.P.T.A. betrieben und unterteilen sich in ein innerstädtisches (City line) und ein Vorortverkehrsnetz (Ramleh line). Des Weiteren wird der Nahverkehr von dieselgetriebenen und CNG (Gas) Linienbussen, privaten Minibussen und Sammeltaxis bewältigt, die sich die Fahrstreifen mit dem Individualverkehr teilen.

## Städtepartnerschaften
- Izmir, Türkei, seit 1996.

Zudem ist Alexandria als einzige außereuropäische Stadt Mitglied des Bundes der europäischen Napoleonstädte.

## Söhne und Töchter der Stadt

### Antikes Alexandria
- Achilleus Tatios, griechischer Lyriker
- Ailios Herodianos, griechischer Grammatiker
- Flavius Anthemius Isidorus, römischer Konsul
- Apollonios Dyskolos, griechischer Grammatiker
- Appianus, römischer Historiker
- Athanasius der Große, Bischof von Alexandria in Ägypten
- Didymus der Blinde, antiker christlicher Schriftsteller
- Dionysios Thrax, griechischer Grammatiker
- Euklid, griechischer Mathematiker
- Hephaistion von Theben, Astrologe
- Heron von Alexandria, Mathematiker und Ingenieur
- Hypatia, Philosophin
- Katharina von Alexandrien, christliche Legendenfigur
- Kleopatra VII., letzte ptolemäische Königin Ägyptens
- Ktesibios, Techniker, Erfinder und Mathematiker
- Kyrill von Alexandria, Patriarch von Alexandria (412–444)
- Maria von Ägypten, Prostituierte, Einsiedlerin, Heilige († 430)
- Origenes, Kirchenvater, christlicher Gelehrter und Theologe
- Pappos, griechischer Mathematiker

### Modernes Alexandria
- Nubar Pascha (1825–1899), Politiker und Philanthrop
- Henry Siddons Mowbray (1858–1928), Maler
- Konstantinos Kavafis (1863–1933), griechischer Dichter
- Abbas II. (1874–1944), letzter Khedive (türkischer Vizekönig) von Ägypten
- Filippo Tommaso Marinetti (1876–1944), italienischer Dichter
- Adrian Daninos (1887–1976), griechisch-ägyptischer Ingenieur und Planer des Assuan-Staudamms
- Giuseppe Ungaretti (1888–1970), italienischer Schriftsteller
- Andreas Asimakopoulos (1889–?), griechischer Schwimmer und Wasserballspieler
- Schafiq Gharbal (1894–1961), Historiker
- Rudolf Heß (1894–1987), deutscher nationalsozialistischer Politiker
- Nazli Sabri (1894–1978), ägyptische Königin
- Joseph Misrahi (1895–1975), Fechter
- Krikor Agathon (1900–1979), Sportschütze und Fechter
- Hassan Fathy (1900–1989), Architekt
- Jean de Menasce (1902–1973), Dominikaner, Priester und Orientalist
- Dionysios Vasilopoulos (1902–1964), griechischer Schwimmer und Wasserballspieler
- Georges Anawati (1905–1994), Dominikaner, Priester und Islamwissenschaftler
- Georges Schehadé (1905–1989), libanesischer Dichter und Dramatiker
- Harald Mors (1910–2001), deutscher Offizier
- Eugénie Mousny (1911–2011), Schweizer Radiomoderatorin
- Ibrahim Orabi (1911–1957), Ringer
- Roberto Curcio (1912–1992), italienischer Moderner Fünfkämpfer
- Ibram Lassaw (1913–2003), US-amerikanischer Bildhauer und Maler russischer Abstammung
- Anwar Misbah (1913–1998), Gewichtheber
- Johannes Eppler (1914–1999), deutscher Offizier im Dienst der Abwehr
- André Hakim (1915–1980), ägyptisch-französisch-amerikanischer Filmproduzent
- Wenzu Gabaretta (1917–2000), maltesischer Fußballspieler
- Eric Hobsbawm (1917–2012), britischer Historiker
- Ibrahim Shams (1917–2001), Gewichtheber
- Anwar Abdel Aleem (1918–1996), Meeresbiologe
- Gamal Abdel Nasser (1918–1970), Politiker, Gründer der Republik Ägypten
- Fausia von Ägypten (1921–2013), persische Kaiserin
- Fawzi El Fakharani (1921–2004), Archäologe
- Mustafa bin Halim (1921–2021), Premierminister von Libyen
- Abdel Rahman Hafez (1923–1984), Basketballspieler
- Eli Cohen (1924–1965), israelischer Spion
- Arturo Schwarz (1924–2021), italienischer Kunsthistoriker, Schriftsteller und Kurator
- Youssef Chahine (1926–2008), Filmregisseur
- Edwar al-Charrat (1926–2015), Schriftsteller und Übersetzer
- Tewfik Saleh (1926–2013), Filmregisseur und Drehbuchautor
- Abdel Aal Rashid (* 1927), Ringer
- Abdellatif Abuhif (1929–2008), Freiwasserschwimmer
- Alexandre Lagoya (1929–1999), französischer klassischer Gitarrist
- Ebtehag Becheir (* 1930), deutsch-ägyptische Malerin
- Osman El-Sayed (1930–2013), Ringer
- Ahmed Morsi (* 1930), Maler und Dichter
- Moshé Mizrahi (1931–2018), israelischer Filmregisseur und Drehbuchautor
- Henri Boulad (1931–2023), Jesuit, Mystiker und Buchautor
- Omar Sharif (1932–2015), Schauspieler
- Ragai Youssef Farhat (* 1932), Turner
- Youssef Dawood (1933–2012), Theater-, Filmschauspieler und Synchronsprecher
- John Mark Jabalé (1933–2025), britischer Ordensgeistlicher, Bischof von Menevia
- Kimon Lycos (1933–1995), australischer Philosoph und Philosophiehistoriker griechischer Herkunft
- Georges Moustaki (1934–2013), französischer Sänger und Lyriker
- Werschine Swasljan (* 1934), sowjetische bzw. armenische Ethnographin
- David Stein (1935–1999), französischer Maler, Kunsthändler und -fälscher
- Jeannette Pilou (1937–2020), italienische Opernsängerin
- Michael Dames (* 1938), britischer Geograf, Archäologe und Landschaftsmythologe
- Sherif Hassan (1939–2020), Phytomediziner des Biologischen Pflanzenschutzes
- Haim Saban (* 1944), einer der reichsten Medienunternehmer der Welt
- Demetrio Stratos (1945–1979), griechischer Dichter, Instrumentalist und Sänger
- Demis Roussos (1946–2015), griechischer Sänger
- Aly Abdel Aziz (* 1947), Squashspieler
- Mohammed Awad (* 1949), Squashspieler
- Ronny Abraham (* 1951), Richter am Internationalen Gerichtshof in Den Haag
- André Aciman (* 1951), amerikanischer Schriftsteller
- Generoso Pompa (* 1952), italienischer Maler
- Bernard Dacorogna (* 1953), Schweizer Mathematiker und Professor
- Grégoire Solotareff (* 1953), französischer Autor und Illustrator von Kinderbüchern
- Dodi Al-Fayed (1955–1997), Millionärssohn
- Gamal Awad (1955–2004), Squashspieler
- Gabriel Aghion (* 1955), französischer Regisseur und Drehbuchautor
- Mohamed Ali Rashwan (* 1956), Judoka
- Abu Hamza al-Masri (* 1958), fundamentalistischer islamischer Prediger
- Minouche Shafik (* 1962), Wirtschaftswissenschaftlerin
- Khaled El-Sawi (* 1963), Schauspieler, Dramatiker und Film- sowie Theaterregisseur
- Alain Attallah (* 1964), ägyptisch-griechischer Basketballspieler und -trainer
- Usama al-Azhari (* 1976), ägyptischer Politiker und Islamgelehrter
- Marwa El-Sherbini (1977–2009), Handballspielerin und Rassismusopfer in Deutschland
- Ayten Amin (* 1978), Drehbuchautorin und Filmregisseurin
- Karam Ibrahim (* 1979), Olympiasieger im Ringen
- Ahmed Maher (* 1980), einer der Gründer der Jugendbewegung des 6. April und prominenter Teilnehmer der Revolution in Ägypten 2011
- Adolf El Assal (* 1981), luxemburgischer Filmemacher, Filmproduzent und Drehbuchautor ägyptischer Abstammung
- Engy Kheirallah (* 1981), Squashspielerin
- Tamer Bayoumi (* 1982), Taekwondoin
- Amr Mansi (* 1982), Squashspieler
- Hesham Mesbah (* 1982), Judoka
- Amnah El Trabolsy (* 1985), Squashspielerin
- Raneem El Weleily (* 1989), Squashspielerin
- Ali Gabr (* 1989), Fußballspieler
- Alaaeldin Abouelkassem (* 1990), Fechter
- Mohamed Elshorbagy (* 1991), Squashspieler
- Heba El Torky (* 1991), Squashspielerin
- Karim Abdel Gawad (* 1991), Squashspieler
- Mohamed Elsherbini (* 1992), Squashspieler
- Nouran El Torky (* 1992), Squashspielerin
- Zahed Salem (* 1992), Squashspieler
- Marwan Elshorbagy (* 1993), Squashspieler
- Amr Warda (* 1993), Fußballspieler
- Aya Majdi (* 1994), katarische Tischtennisspielerin
- Nour El Sherbini (* 1995), Squashspielerin
- Salma Hany (* 1996), Squashspielerin
- Mariam Metwally (* 1996), Squashspielerin
- Hana Ramadan (* 1997), Squashspielerin
- Mohamed Ibrahim El-Sayed (* 1998), Ringer
- Zeina Mickawy (* 1998), Squashspielerin
- Shady El Nahas (* 1998), kanadischer Judoka
- Habiba Mohamed (* 1999), Squashspieler
- Rowan Elaraby (* 2000), Squashspielerin
- Aly Abou Eleinen (* 2000), Squashspieler
- Bassem Hemeida (* 2000), katarischer Leichtathlet
- Nour Heikal (* 2003), Squashspielerin
- Fayrouz Aboelkheir (* 2004), Squashspielerin
- Malak Khafagy (* 2004), Squashspielerin
- Menna Walid (* 2004), Squashspielerin
- Zeina Zein (* 2004), Squashspielerin
- Habiba Hani (* 2005), Squashspielerin
- Mohamad Zakaria (* 2007), Squashspieler